# 隠密剣士
『隠密剣士』（おんみつけんし）は1962年10月7日から1965年3月28日までTBS系『タケダアワー』枠（毎週日曜19時からの30分枠）で全10部（計128話）に渡って放映された宣弘社プロダクション製作による大瀬康一主演の連続テレビ時代劇。忍者ブームの火付け役ともなった。1964年に東映京都で劇場用映画として2本映画化された。主演・監督はテレビ版と同じ（監督・船床定男）。
本項では、1965年4月から12月に放映された『新隠密剣士』及び1973年10月から1974年3月に放映のリメイク版『隠密剣士 突っ走れ!』も併せて記載する。

## 隠密剣士（大瀬康一版）
天明7年（1787年）から寛政2年（1790年）にかけての日本各地を舞台として、江戸幕府11代将軍・徳川家斉の腹違いの兄である松平信千代（大瀬康一）が秋草新太郎と名乗り、公儀隠密として旅をしながら、世の平和を乱す忍者集団との戦いを繰り広げる作品である。
当初は主な視聴者として子供を想定しており、ひばり児童合唱団による主題歌が用いられたり、東映による漫画映画（アニメ）の集中上映期間内に本作のグッズを来館者に配付するなどの宣伝が行なわれた。
第1部は蝦夷編で、アイヌ人と和人（日本人）の葛藤が描かれるなど工夫がみられるが、重厚な内容のせいか不人気であった。第2部から新機軸として忍者との戦いを繰り広げることになる。これにより人気が上昇した結果、視聴者層は子供だけでなく大人に広がり、最盛期には40%近い視聴率を取った。本作の人気は1960年代の忍者ブームを牽引し、映画化や主演を替えてのシリーズ化などが行なわれた。
内容は正統派の時代劇であり、登場するさまざまな忍者や忍術もリアリティがあるが、これらは脚本家・伊上勝のアイディアによるものが多く、本作で彼が培ったものは後年、脚本を担当した『水戸黄門』『仮面の忍者赤影』『仮面ライダー』などに活かされたとされている。また、「忍者の刀の構え方」や「卍型の手裏剣」などは企画担当の西村俊一の考案によるもので、これも後続の忍者物ドラマなどに踏襲された。さらに「水蜘蛛の術」を初めて映像化した作品とされており、こうした映像によって一般的な忍者のイメージを確立したとも言われる。制作進行の野木小四郎は、路線変更にあたって伊賀や甲賀へ赴き、忍術の研究を行ったと証言している。
時代劇でありながら、数人の忍者が乗る「潜水艦」が登場したこともある。これは江戸時代に実際に伝えられていた「龍宮舟」と呼ばれる、木造で船首と船尾に竜の頭部をあしらい、水中を進むとされた船にヒントを得たもので、古文書に依拠している。
『ザ・サムライ』というタイトルで海外でも放送され、ヒットした。小林利雄によると「オーストラリアや東南アジアで絶大な人気を集めました。東南アジアではどこの国でも放映していましたよ」とのことである。制作進行の浅井清は、海外版の吹替に在日米軍横田基地の関係者を集めたと証言している。主人公の名前「新太郎」に基づき、オーストラリアのロックグループ「メン・アット・ワーク」は「Shintaro」という曲を歌い、この曲は1983年のシングル「It's A Mistake」のB面に収録された。
また、2012年4月に日本テレビ系列で放送されたバラエティ番組『世界まる見え!テレビ特捜部』では、当時のオーストラリアでの人気ぶりが紹介された。同国では1964年から放送が開始され、当時の大瀬康一が本作のイベントで訪れたところ、出迎えに約7千人のファンがメルボルン空港へ押しかけ、ビートルズが来た時の人気を上回るほどだったという。同国では忍者の衣裳や手裏剣、プラスチック製の刀など、本作に関するグッズも発売され、その売り上げ額は現在の金額に換算すると10億ドルにのぼり、その後も同国では20年以上に渡って再放送されていたという。

### 登場人物
秋草新太郎（あきくさ しんたろう、演：大瀬康一）
徳川11代将軍・家斉の異母兄で本名は松平信千代。柳生新陰流を極めた剣士。両親の顔は覚えておらず、9歳から呑海和尚に養育された。堅苦しい生活を嫌って浪人としての暮らしを選び、秋草新太郎と名乗っている。幕府の老中・松平定信からの要請もあり、まだ少年期の異母弟・家斉の治める世の平和を安定させるべく、公儀隠密として北は蝦夷から南は九州まで、全国を旅しながら天下泰平の世を戦乱の渦に巻き込もうと企む甲賀や風摩、根来衆などの忍者集団と対決する。それらと戦う理由については、徳川家のためという訳ではなく、「私が守るのは将軍家でもなければ徳川の権力でもない。この世の中に生きる民百姓の安らぎを守るため」と発言している。正確な年齢は描かれていないが、第1部で公儀隠密として蝦夷地で指名手配された際の情報から24、5歳と思われる。第4部『忍法闇法師』で孤児となった馬場周作を一時的に預かって手習いなどを教え、父親代わりとなって養育した。
霧の遁兵衛（きりのとんべえ、演：牧冬吉）
第3部『忍法伊賀十忍』から最終の第10部『変幻忍法帖』に登場。江戸幕府に仕える公儀隠密の伊賀同心（伊賀忍者）200人のひとりで、伊賀同心三ノ組の組頭代わりを務める。秋草を『秋草様』と呼び、秋草が敵の罠に陥った際に本来の自分の任務を放り出して救出に駈けつける時もあるなど、様々な場面で秋草を手助けする。生まれは伊賀国の喰代（ほうじろ）で、師匠は伊賀忍者の上忍・名張半太夫。得意の忍術は霧のような濃い白煙で敵の視界を塞ぐ霧遁の術。周作少年を「周作坊」と呼び、忍者に興味津々の周作に忍者講釈をするなどして可愛がっている。
刀を逆手に持つ構えは演じる牧の提案によるもの。
馬場周作（演：大森俊介）
第2部『忍法甲賀衆』で初登場し、以降は第4部から第6部、第8部から第10部にかけて登場。甲州の山奥育ちの少年。武田家に仕えた名将・馬場信房の子孫である馬場信勝の息子で、年齢は10歳前後。父・信勝が甲賀忍者に拉致された事件をきっかけに秋草と知り合う。第4部で父を病で亡くし、一時的に秋草に引き取られた。活発で機知に富み、秋草や遁兵衛の窮地を救うこともしばしば。秋草と遁兵衛をそれぞれ「おじちゃん」「遁兵衛さん」と呼び、秋草を父のように、遁兵衛を兄のように慕っている。普段は秋草の屋敷（その後は秋草と共に西念寺に移る）で生活しているが、秋草の周囲に危険が及びそうな時は松平定信の下屋敷や光信女が住職を務める小田原の尼寺に預けられる。最終的には第10部でその光信女と朧のいる尼寺に引き取られた。
演じた大森俊介は第1部の第3話で蝦夷地に住む開拓民の息子で周作という同名の少年役でも出演している。映画『隠密剣士』ではスケジュールの関係で竹内満が演じ、2作目の映画『続隠密剣士』では大森俊介が演じた。
松平定信（演：第1部と第2部は美川洋一郎、第3部・第4部・第10部は大宮敏、第8部と第9部、映画版は加賀邦男）
天明7年（1787年）から少年期の将軍家斉のもとで老中首座と将軍輔佐役を務める。第1部では幕府の財政建て直しのため、豊富な資源が眠るといわれた松前藩の領地である蝦夷地の探索を秋草に依頼。第2部では甲州の山の中にあるとされる武田信玄の残した隠し金山の正体不明な管理者と背後の黒幕の探索を依頼。第3部では将軍職を狙う尾張藩の陰謀を阻止するために京坂巡視の旅へ出たが、定信の暗殺を尾張藩より命じられた忍者集団・伊賀十忍に東海道で命を狙われた。家斉の異母兄である秋草の方が立場が上なので秋草を「信千代様」又は「信千代君（のぶちよぎみ）」と呼び、秋草からは「定信」と呼ばれている。
呑海（どんかい、演：宇佐美淳）
第2部、第3部、映画版に登場。服部半蔵で知られた服部氏の菩提寺である西念寺の住職で、少年時代の秋草を養育した。松平定信とも親しく、定信に力を貸してやって欲しいと秋草に頼んだ。秋草を「若」と呼び、秋草からは「じい」と呼ばれている。
光信女（こうしんにょ、演：三影千絵）
第5部、第6部、第10部最終話に登場する小田原の尼僧。約190年前（1603年）に風摩一族の隠れ家を密告して風摩が滅亡するきっかけを作った向坂甚内の子孫にあたる相州屋伝造の義理の妹。第5部では北条早雲の残したとされる黄金百万枚の隠し場所を示す「火竜の鏡」を所持していたことから風摩一族に狙われる。第10部で周作少年を引き取った。
甲賀竜四郎（こうが りゅうしろう、演：友田輝）
第2部『忍法甲賀衆』に登場。甲賀忍者の始祖である『甲賀三郎』の子孫で、忍者集団・甲賀十三人衆の頭領。尾張徳川家からの指示で幕府を転覆させる軍資金を得るため配下の忍者に甲州の人々を拉致させて甲武信ヶ岳の隠し金山で採掘作業をさせていた。金山の謎を解くため甲州街道を進んでいた秋草を抹殺するべく配下の忍者を次々と送り込んだ。得意技は大きな凧に乗って空から地上の敵へ爆弾を降らせる『忍法まんじ凧』。かつて一人の忍者が城を落として大軍も背走させたという戦国時代の忍者全盛期を、尾張藩を利用して復活させようという野望を持っており、『隠密剣士』に登場する敵側の忍者は、平和な時代には無用である忍者が活躍できる戦乱の世の中にすることが最終目標という点でほぼ共通している。
百々地源九郎（ももち げんくろう、演：勝木敏之）
第3部『忍法伊賀十忍』に登場。伊賀国の名張の里にある卍谷で鍛錬を積む忍者集団・伊賀十忍の頭領で、約190年前（1605年）に幕府に反乱を起こして逃亡した伊賀同心・百々地三之丞の子孫。霧の遁兵衛に「神速不変。日本一の忍びの者と聞き伝わる恐るべき術者」と評される上忍。将軍職を狙う尾張徳川家から松平定信の暗殺を命じられ、京坂巡視の旅へ出た定信の命を狙って東海道で秋草と戦う。源九郎は、定信の暗殺後に幕府が弱体化し、天下を治める器量のない尾張大納言が将軍職を狙えば、天下を狙う野望を持った日本各地の諸大名が立ち上がって天下泰平の時代が終わると読んでおり、最終的には幕府も倒して忍者が最大限に能力を発揮して栄華を誇った元亀天正の時のような戦国時代へ世の中を戻そうという野望を持っている。
甲賀白雲斉（こうが はくうんさい、演：小林重四郎）
第4部『忍法闇法師』に登場する甲賀忍者集団・闇法師の頭領。「伊賀の百々地、甲賀の白雲斉」と評されるほどの上忍。尾張藩を陰から動かす黒幕・闇の御隠居に仕える。尾張徳川家から将軍を出すため、全国の譜代大名に家斉の将軍退位をせまる連判状に署名させようと闇の御隠居と共に中山道を進み、秋草に恨みを持つ『伊賀十忍』の生き残りである水口幻斉を客分として『闇法師』へ迎え入れ、中山道を追ってくる秋草の命を狙わせた。
風摩小太郎兼良（ふうま こたろう かねよし、演：天津敏）
第5部『忍法風摩一族』と第6部『続風摩一族』、映画『続隠密剣士』に登場。約200年前（1590年）に豊臣秀吉による小田原征伐で滅ぼされた小田原の後北条氏に仕えていた忍者集団風摩一族の子孫で、現在の頭領。歴代の風摩一族の頭領は代々「小太郎」を名乗っている。風摩一族の再興を目指し、北条早雲が当時の風摩小太郎に守らせていたという黄金百万枚の隠し場所を示す三つの鏡と絵地図をめぐって秋草と争奪戦を繰り広げる。
朧（おぼろ、演：佐賀直子）
第5部、第6部、第10部最終話、映画『続隠密剣士』に登場するくノ一。風摩一族の頭領・小太郎の妹で、秋草の命を狙っていたが秋草に諭されて改心し、風摩一族を裏切って秋草を助けた。その後は風摩一族の霊を弔うため、光信女が住職を務める小田原の尼寺に入り、尼僧となる。第10部最終話では瀕死の重傷を負って意識のない甲賀の金剛を見かけて助けたが、その際に金剛を兄・小太郎と見間違える描写があった（風摩小太郎と甲賀の金剛の両者を天津敏が演じていたため）。演じた佐賀直子は第5部と第6部の挿入歌『我は影なり忍び者』の歌唱も担当している。
牙竜道士（がりゅう どうし、演：吉田義夫）
第7部『忍法根来衆』に登場する忍者集団根来忍者の頭領。紀州藩主・紀伊中納言の幼い次男・紀伊吉綱を藩主に着かせて藩の乗っ取りを企む紀州徳川家の江戸家老・内藤大学に雇われた。病に臥せっていた紀伊中納言を祈祷による呪殺の忍法で殺害し、吉綱と並ぶ世継ぎ候補である藩主の長男・紀伊頼方の暗殺を内藤から命じられ、鬼眼法師を始めとする配下の根来忍者たちを使って頼方の命を狙い、秋草や紀州忍者・伊賀忍者たちと戦った。内藤を利用して吉綱を藩主にした暁には将軍家斉を暗殺して吉綱を将軍にし、陰から天下を操ろうと企んでいた。最終回では、霧の遁兵衛の師匠で秋草に協力して乗り出してきた伊賀忍者の上忍・名張半太夫と対決した。
甲賀の金剛（こうがのこんごう、演：天津敏）
第8部『忍法まぼろし衆』から第10部にかけて登場。甲賀流忍者五十三家の筆頭に位置するという最強の甲賀忍者。目的を達するためには味方さえも騙して使い捨てにする非情さを持つ。第8部では暗闇の御大老に仕え、甲賀まぼろし衆と協力し、松平定信の腹心たちの暗殺を狙って秋草と戦った。第9部『傀儡忍法帖』では秋草を自分の手で葬るため、同じく秋草の命を狙った九州の黒風堂幻心を頭領とする傀儡流の忍者集団と敵対して秋草を含めた三つ巴の戦いを展開した。第10部では忍び七十三流の末裔の忍者たちを競わせて中山道や甲州街道で秋草の命を狙わせた。その目的は七十三流の忍者たちの実力を幕府に不満を持つ諸大名に誇示し、それぞれを召し抱えさせて世の中を再び忍者が力を発揮できる戦乱の世にすることだったが、秋草と金剛の命を狙う幻流忍者瞳太郎坊の出現によって秋草を含めた三つ巴の戦いを繰り広げた。秋草を狙う自分と太郎坊について秋草本人に『俺がお主を狙うのは、滅びゆく忍びの家門を盛り立てるため。太郎坊は己の私欲のためだ』とその違いを強調している。甲賀竜四郎や甲賀白雲斉との関係は不明。
黒風堂幻心（こくふうどう げんしん、演：大竹タモツ、声：加藤精三）
第9部『傀儡忍法帖』に登場する忍者集団傀儡忍者の頭領。幕府に不満を持つ九州肥前の不知火藩主・不知火雅楽頭を巧みに操って藩ぐるみで抜け荷をさせ、その儲けを軍資金にし、大量の武器弾薬を購入させて幕府を武力攻撃で倒そうと企む。自らの手で秋草を倒すために九州へ現れた甲賀の金剛から秋草の抹殺から手を引くように言われたが拒否し、金剛や秋草と三つ巴の戦いを演じた。
瞳太郎坊（ひとみ たろうぼう、演：外山高士）
第10部に登場。忍びの始祖・役小角の流れを汲み、甲賀や伊賀よりも古い歴史を持つがすでに滅び去ったと言われていた流派・幻流（げんりゅう）の忍者。普段は山伏の格好をしている。秋草を自らの手で倒して甲賀の金剛の鼻をあかし、忍者の頂点に立つ金剛も倒して自分がその地位に取って代わろうという野望を持つ。金剛の指示で秋草を狙っていた黒墨流忍者・鬼面道人を陰から妨害して秋草に倒させ、同じく金剛の指示で秋草を木曽街道で待ち構えていた無影流忍者『占部左』を仲間に引き込もうとしたが拒否されたために殺害するなど、金剛の計画に横槍を入れる。その後も金剛の味方だった忍び七十三流の各流派の忍者4人を仲間に引き入れるなど暗躍し、秋草には味方の振りをして近づきながら命を狙った。

### スタッフ
| - 製作：宣弘社プロダクション、小林利雄 - 企画：西村俊一 - TBSプロデューサー（ノンクレジット）：斉藤武雄 - 監督：船床定男、田村正蔵、外山徹 - 脚本：加藤泰、伊上勝、織田清司 - 音楽：小川寛興 - 撮影：中町武、宮西四郎、仲木正志、関口政雄 - 撮影助手（第1部、第3部）：関口政雄 - 美術：小林正義、阿部三郎 - 美術助手（第1部）：小島初雄、渡辺日出夫 - 美術考証（第1部）：加藤昭 - 照明：榑松良司 - 照明助手（第1部）：安井績、古山元久 - 録音：迫田泰正、山元三彌、アオイスタジオ | - 助監督：外山徹、小出良助、菊地奛 - 編集：椙本英雄、角井美知子 - 製作担当：前田宗男 - 製作主任：小川克己、矢島進、野尻昌治 - 製作進行：野木小四郎、野尻昌治 - 製作助手（第1部）：塚原正弘、野木小四郎 - 記録（第3部）：小出良助 - 効果：山辺信雄 - 衣裳：大和衣裳、真野博 - 技髪・結髪：川口義弘、川口かつら店 - 殺陣：松宮武久 - 現像：東京テレビ映画社 |

### テーマ曲
- 主題歌『隠密剣士の歌』（作詞：加藤省吾、作曲：小川寛興、唄：ひばり児童合唱団、キング児童合唱団）
- 主題歌『江戸の隠密渡り鳥』（作詞：加藤省吾、作曲：小川寛興、唄：ボニージャックス）
- 挿入歌『我は影なり忍び者』（作詞：山崎正、作曲：川上英一、唄：佐賀直子） ※第五部、第六部

### 放映リスト（サブタイトルリスト）

#### 第一部 隠密剣士（全13話）
天明7年（1787年）、老中首座と将軍輔佐役の地位についた松平定信（美川洋一郎）は、幕府の財政を建て直すために目を付けた蝦夷地の資源探索を秋草に依頼。公儀隠密が蝦夷に潜入したとの報告が江戸の藩邸から入った松前藩では、幕府に別の地へ国替えをさせられると思い込んで激怒する藩主・松前志摩守道広（立松晃）が、松前藩随一の剣客で甲源一刀流の達人・鬼場陣十郎（勝木敏之）に隠密・秋草の抹殺を命じた。秋草は、無法者や悪徳商人、アイヌの凶悪な酋長などの悪人たちに虐げられている蝦夷地の開拓民や善良なアイヌ民族たちを救いながら執拗に追って来る鬼場陣十郎と戦う。
この第一部は、秋草が馬を乗り回し、剣以外にも拳銃を武器として使用するほか、和人に搾取されるアイヌ民族を「白人に迫害されるインディアン」のように描き、西部劇タッチで重厚なストーリーが展開した。しかし、評判が芳しくなかったために第二部からは秋草の武器も剣のみとなり、ストーリーも忍者との対決を中心にした物へと路線変更がなされた。

##### キャスト
- 秋草新太郎 … 大瀬康一 ※
- 鬼場陣十郎（松前藩の巡検使） … 勝木敏之 ※
- 松前藩士（鬼場に随行する部下） … 森下明 ※
- 松前志摩守道広（松前藩主） … 立松晃（第1、13話）
- 赤熊一発（射撃名人の無法者） … 小林重四郎（第1話）
- お咲（村の娘） … 香山美子（第2、7話）
- 藤兵衛（村の名主） … 藤山竜一（第2、7話）
- 五郎松（無法者） … 滝恵一（第2、8話）
- 錣典膳（飛騨屋の用心棒・第3話） / 天堂左馬之助（盲目の子連れ浪人・第9話） … 天津敏
- 飛騨屋 … 笹川恵三（第3、9話）
- 周作（蝦夷地の少年） … 大森俊介（第3話）
- おしの（周作の母） … 三影千絵（第3話）
- アイヌ民族
  - カモクイン（アイヌの酋長） … 牧冬吉（第4 - 7話）
  - クララ … 西朱実（第4 - 7話）
  - クンネチップ（カモクインの妹）… 滝まり子（第6、7話）
  - 鬼菱（アイヌの凶悪な酋長） … 泉田洋志（第6、7話）
  - イナクシ（新式ライフル銃を持つ混血のアイヌ娘） … 水原ユカリ（第10話）
- 砂金採掘場の人夫 … 富久井一朗（第4話）
- 砂金採掘場の人夫 … 赤尾関三蔵（第4話）
- 渡島屋 … 野口元夫（第5話）
- 善太少年 … 村山英治（第5 - 7話）
- お雪（善太の母で鬼菱の妻） … 筑紫あけみ（第6話）
- 明美（天堂左馬之助の娘） … 中町真弓（第9話）
- お市（秋草と馴染みの元深川芸者で居酒屋の女将） … 長谷川待子（第10話）
- 大黒屋 … 松本染升（第10話）
- 甚内（大黒屋の用心棒） … 岡田剛一（第10話）
- 横地源兵衛（松前藩槍術指南役） … 植村謙二郎（第11話）
- 日向藤之助（親の仇を追う若侍） … 清川新吾（第11話）
- 日向鶴之助（弟とともに親の仇を追う姉） …松浦浪路（第11話）
- 弥市（番屋役人） … 伊沢一郎（第12話）
- イタチの忠助（無法者） … 早川研吉（第12話）
- 村上半九郎（偽隠密剣士） … 中村竜三郎（第13話）
- 松平定信 … 美川洋一郎（第1話）

※太字の俳優は全話出演者
| 第一部 隠密剣士（全13話） | 第一部 隠密剣士（全13話） | 第一部 隠密剣士（全13話） | 第一部 隠密剣士（全13話） | 第一部 隠密剣士（全13話） | 第一部 隠密剣士（全13話） |
| 話数                      | サブタイトル              | 放送日                    | 脚本                      | 監督                      | 出演者（全話出演者は除く） |
| ------------------------- | ------------------------- | ------------------------- | ------------------------- | ------------------------- | --- |
| 1                         | 江戸から来た男            | 1962/10/7                 | 加藤泰                    | 船床定男                  | 美川洋一郎、小林重四郎、立松晃、倉橋広明、山下退助、滝雅男、高峰竜三、仲野宏、長谷川美奈子、岡部秀郎、切詰武久、島一郎、西崎義孝、花沢孝男 |
| 2                         | 決闘キリタップ            | 1962/10/14                | 加藤泰                    | 船床定男                  | 香山美子、中村是好、滝恵一、藤山竜一 |
| 3                         | 廣野の剣風                | 1962/10/21                | 加藤泰                    | 船床定男                  | 天津敏、大森俊介、三影千絵、笹川恵三 |
| 4                         | 落日の仇討                | 1962/10/28                | 加藤泰 伊上勝             | 船床定男                  | 富久井一朗、赤尾関三蔵、川部修詩、牧冬吉、西朱実、立花伸定、佐藤公明、小浜幸夫、岩井錦吾、伊藤智章、清家丹三、林寛一                       |
| 5                         | 鬼菱の砦                  | 1962/11/4                 | 加藤泰 伊上勝             | 船床定男                  | 牧冬吉、西朱実、友田輝、野口元夫、司浩二、村山英治                                                                                         |
| 6                         | 鯨岩の対決                | 1962/11/11                | 加藤泰 伊上勝             | 船床定男                  | 友田輝、筑紫あけみ、牧冬吉、泉田洋志、西朱実、滝まり子、梅澤薫、立花伸定、村山英治、友野多介                                               |
| 7                         | 地獄谷の待伏せ            | 1962/11/18                | 加藤泰 伊上勝             | 船床定男                  | 友田輝、藤山竜一、香山美子、泉田洋志、牧冬吉、西朱実、滝まり子、村山英治、立花伸定、高橋一郎、南知子                                       |
| 8                         | 無頼の兄弟                | 1962/11/25                | 加藤泰 伊上勝             | 船床定男                  | 滝恵一 |
| 9                         | 盲目の剣客                | 1962/12/2                 | 加藤泰 伊上勝             | 船床定男                  | 天津敏、笹川恵三、中町真弓、武石昇、山木しげる、明石豊、津川伸一                                                                           |
| 10                        | 混血の目撃者              | 1962/12/9                 | 加藤泰 伊上勝             | 船床定男                  | 長谷川待子、松本染升、森幸太郎、岡田剛一、近藤英之助、野沢昌二、水原ユカリ、里見正人、瀬島政夫、安川勝人                                   |
| 11                        | 必殺十文字流              | 1962/12/16                | 加藤泰 伊上勝             | 船床定男 田村正藏         | 植村謙二郎、清川新吾、松浦浪路、堀口田道、半田幸一、本郷実、林寛一                                                                         |
| 12                        | 帰って来た無法者          | 1962/12/23                | 加藤泰 伊上勝             | 船床定男 田村正藏         | 伊沢一郎、富久井一郎、滝雅男、早川研吉、起田志郎、北島一郎、君島英昭、川口武、島一郎、遅沢克、堀口順一、宗川弘之、前田和子                 |
| 13                        | 隠密渡り鳥                | 1962/12/30                | 加藤泰 伊上勝             | 船床定男                  | 中村竜三郎、立松晃、岬洋二、奥村公延、岩井錦吾、清家丹三、阪修、津山隆、小林清、安川勝人、西田匠美                                         |

#### 第二部 忍法甲賀衆（全13話）
幕府直轄の天領地である甲州の山の中に存在するとされる武田信玄の残した隠し金山と、それを勝手に採掘している何者かの存在を知った松平定信（美川洋一郎）は、隠密の田辺孫太夫（高松政雄）を調査に向かわせた。調査を終えた田辺が定信の元へ戻る寸前に甲賀忍者・名張左伝（高木二朗）に殺害され、秋草が現場を目撃する。隠し金山の管理者や背後の黒幕の探索を定信より依頼された秋草は、行方不明となった父の言いつけ通りに甲州の山奥から西念寺の呑海和尚を訪ねて江戸へ来た少年・馬場周作（大森俊介）と出会う。尾張徳川家からの指示で甲賀忍者が幕府を転覆させる軍資金を捻出するため、周作の父や甲州の民を拉致し、鉱夫として強制的に隠し金山で密かに採掘作業をさせていた。秋草と周作は甲武信ヶ岳に向かったが、甲州街道では甲賀竜四郎（友田輝）を頭領とする忍者集団・甲賀十三人衆が二人を待ち構えていた。
この第二部では牧冬吉が甲賀を裏切って秋草に味方する甲賀十三人衆の忍者役で3話分に出演。第一部で用心棒や剣客役で出演した天津敏も同じく甲賀十三人衆の忍者役で3話分に出演している。

##### キャスト
- 秋草新太郎 … 大瀬康一 ※
- 馬場周作 … 大森俊介 ※
- 甲賀十三人衆
  - 甲賀竜四郎（頭領） … 友田輝（第5、6、7、11、13話）
  - 蜘蛛の幻蔵 … 天津敏（第7 - 9話）
  - 名張左伝 … 高木二朗（第1話）
  - 藤林一念斉 … 赤尾関三蔵（第2話）
  - 根岸藤十次 … 田中一彦（第3話）
  - 柘植の黒兵衛 … 牧冬吉（第4 - 6話）
  - 梵字太郎丸 … 植村謙二郎（第4話）
  - 霞刑部 … 月岡賢二（第5話）
  - 神戸の竜法師 … 小林重四郎（第6話）
  - 陽炎お妖（くノ一） … 上月左知子（第7話）
  - 新堂小源太 … 森幸太郎（第10話）
  - 佐久間軍兵衛 … 滝恵一（第11話）
  - 黒田左衛門 … 江見俊太郎（第12話）
- 甲賀の下忍 … 北島一男（第12話）
- 田辺孫太夫（幕府の隠密） … 高松政雄（第1話）
- 島田屋清兵衛（旅籠の主人） … 加藤精三（第2話）
- 島田屋の後妻 … 三影千絵（第2話）
- さよ（島田屋の娘） … 岸昌美（第2話）
- 斎藤蔵人（甲府勤番） … 宮川洋一（第2話）
- 大黒屋の仲居 … 三浦允子（第3話）
- 疾風の三次（スリ） … 森下明（第3話）
- 駕籠かき … 奥村公延（第7話）
- 駕籠かき … 阪修（第7話）
- 宇佐美三郎兵衛（甲賀下忍） … 泉田洋志（第8話）
- 猿市（甲賀下忍） … 冨久井一郎（第9話）
- 榊原虎之助（秋草と同門の甲府勤番） … 中村竜三郎（第9、10話）
- 久美（猟師の妹） … 香山美子（第10話）
- 馬場信勝（周作の父） … 木南清（第13話）
- 呑海（西念寺の住職） … 宇佐見淳也（第1話）
- 松平定信 … 美川洋一郎（第1話）

※太字の俳優は全話出演者
| 第二部 忍法甲賀衆（全13話） | 第二部 忍法甲賀衆（全13話） | 第二部 忍法甲賀衆（全13話） | 第二部 忍法甲賀衆（全13話） | 第二部 忍法甲賀衆（全13話） | 第二部 忍法甲賀衆（全13話）                                                                |
| 話数                        | サブタイトル                | 放送日                      | 脚本                        | 監督                        | 出演者（全話出演者は除く）                                                                 |
| --------------------------- | --------------------------- | --------------------------- | --------------------------- | --------------------------- | ------------------------------------------------------------------------------------------ |
| 1                           | 忍法変幻                    | 1963/1/6                    | 伊上勝                      | 船床定男                    | 宇佐見淳也、美川洋一郎、高木二朗、山田周平、高松政雄                                       |
| 2                           | 忍法隠蓑                    | 1963/1/13                   | 伊上勝                      | 船床定男                    | 宮川洋一、加藤精三、赤尾関三蔵、三影千絵、岸昌美、佃鉄太郎、猿渡和歌子、広田久美子         |
| 3                           | 忍法千鳥鳴                  | 1963/1/20                   | 織田清司                    | 船床定男                    | 三浦允子、田中一彦、永谷悟一、森下明、明石豊、川口武夫、近藤光正                           |
| 4                           | 忍法空蝉                    | 1963/1/27                   | 伊上勝                      | 船床定男                    | 牧冬吉、植村謙二郎、島一郎、佃鉄太郎                                                       |
| 5                           | 忍法霞渡                    | 1963/2/3                    | 伊上勝                      | 船床定男                    | 牧冬吉、友田輝、月岡賢二、森下明                                                           |
| 6                           | 忍法刀車                    | 1963/2/10                   | 伊上勝                      | 船床定男                    | 牧冬吉、友田輝、小林重四郎                                                                 |
| 7                           | 忍法くノ一                  | 1963/2/17                   | 伊上勝                      | 船床定男                    | 友田輝、天津敏、上月左知子、奥村公延、阪修                                                 |
| 8                           | 忍法むささび落し            | 1963/2/24                   | 織田清司                    | 船床定男 田村正蔵           | 天津敏、南左斗子、泉田洋志、起田志郎、近松敏夫、堀口田道、杉山健、島一郎、森下明、田村達也 |
| 9                           | 忍法人蜘蛛                  | 1963/3/3                    | 伊上勝                      | 船床定男 田村正蔵           | 中村竜三郎、天津敏、冨久井一郎、倉橋公明、野本明男、月岡志郎、司浩治                       |
| 10                          | 忍法山彦                    | 1963/3/10                   | 伊上勝                      | 船床定男 外山徹             | 中村竜三郎、森幸太郎、香山美子、永谷悟一、山本展靖、岡田剛一、及川力                       |
| 11                          | 忍法夢幻                    | 1963/3/17                   | 織田清司                    | 船床定男                    | 友田輝、滝恵一、里木三郎、渡真二、桔梗恵二郎、津山隆、森下明                               |
| 12                          | 忍法燕隠れ                  | 1963/3/24                   | 織田清司                    | 船床定男                    | 江見俊太郎、北島一男、森良介、山木しげる                                                   |
| 13                          | 忍法まんじ凧                | 1963/3/31                   | 伊上勝                      | 船床定男                    | 友田輝、中野宏、森下明、岩井錦吾、川口武夫、切詰武久、木南清                               |

#### 第三部 忍法伊賀十忍（全13話）
天明8年（1788年）の大火で焼失した京の禁裏（御所）の再建に関する政治工作で朝廷に急接近し、さらに将軍・家斉の実家である一橋徳川家に不利な弱みも握り、家斉に将軍退位を迫って将軍職を奪取しようと目論む徳川御三家のひとつ・尾張徳川家。その不穏な動きを警戒した松平定信（大宮敏）は、尾張藩の陰謀を阻止して家斉の立場を守るため家来を引き連れて京坂巡視の旅へ出たが、尾張藩より定信暗殺の密命を帯びた百々地源九郎（勝木敏之）を頭領とする忍者集団・伊賀十忍が道中で定信の命を狙って待ち構える。秋草は霧の遁兵衛（牧冬吉）ら伊賀同心の中から選りすぐられた9人の忍者と共に定信の警護をしながら東海道を舞台に伊賀十忍と戦う。

##### キャスト
- 秋草新太郎 … 大瀬康一 ※
- 霧の遁兵衛 … 牧冬吉 ※
- 伊賀十忍
  - 百々地源九郎（頭領） … 勝木敏之 ※
  - 水口幻斉（小頭） … 天津敏（第3、4、6 - 12話）
  - 信楽小平太 … 山岡淳一（第1、2話）
  - 下柘植耳平 … 阪修（第2 - 4話）
  - 喰代鼻 … 奥村公延（第3、4、6、8、9話）
  - 上野の夜叉丸 … 大友純（第5話）
  - 斑鳩東馬 … 北島一男（第7話）
  - 斑鳩小猿 … 海野かつを（第7 - 9話）
  - 風の喬大夫 … 三島謙（第8、10、11話）
  - 穴沢隼人 … 灰地順（第10 - 13話）
- 霞のお桂（信楽小平太の妹、伊賀のくノ一） … 沢阿由美（第5 - 7話）
- 伊賀同心（幕府側の忍者）
  - 望月左近（組頭） … 木崎豊（第1話）
  - 大原三之助 … 早川研吉（第1 - 5話）
  - 鳥尾彦六 … 司浩二（第1、3、4話）
  - 芥川丹造 … 桔梗恵二郎（第1 - 4、7 - 9話）
  - 多羅尾四郎兵衛 … 岩井錦吾（第3 - 5、7 - 9話）
  - 岩室大介 … 伊藤智章（第2 - 4、7 - 9話）
  - 夏見勘六 … 森下明（第1、3、4、6 - 9、12、13話）
  - 伴藤内 … 渡真二（第1 - 5、7 - 9、12、13話）
- おきぬ（藤沢宿・蒔田本陣の女中） … 津山幸子（第3話）
- たま（おきぬの妹） … 中町真弓（第3話）
- 剣持大膳（尾張藩家老） … 金井修（第9話）
- 鬼眼道願（御斉峠に住む伊賀の里の主） … 大竹保（第10、11話）
  - 水鬼（鬼眼道願の孫） … 石川竜二（第10、11話）
  - 土鬼（鬼眼道願の弟子） … 種村正（第10、11、13話）
- 呑海（西念寺の住職） … 宇佐美淳（第1話）
- 松平定信 … 大宮敏（第1 - 4、9、13話）

※太字の俳優は全話出演者
| 第三部 忍法伊賀十忍（全13話） | 第三部 忍法伊賀十忍（全13話） | 第三部 忍法伊賀十忍（全13話） | 第三部 忍法伊賀十忍（全13話） | 第三部 忍法伊賀十忍（全13話） | 第三部 忍法伊賀十忍（全13話） |
| 話数                          | サブタイトル                  | 放送日                        | 脚本                          | 監督                          | 出演者（全話出演者は除く） |
| ----------------------------- | ----------------------------- | ----------------------------- | ----------------------------- | ----------------------------- | --- |
| 1                             | 伊賀隠形陣                    | 1963/4/7                      | 伊上勝                        | 船床定男                      | 宇佐美淳、木崎豊、大宮敏、笹川恵三、湊俊一、渡真二、野口元夫、早川研吉、桔梗恵二郎、山岡淳一、森下明、司浩二                         |
| 2                             | 伊賀天兵陣                    | 1963/4/14                     | 伊上勝                        |                               | 大宮敏、早川研吉、山岡淳一、山田正章、若山みち子、渡真二、阪修、桔梗恵二郎、伊藤智章                                                 |
| 3                             | 伊賀陽炎陣                    | 1963/4/21                     | 伊上勝                        | 船床定男                      | 天津敏、大宮敏、津山幸子、中町真弓、早川研吉、桔梗恵二郎、渡真二、伊藤智章、森下明、岩井錦吾、司浩二、山下退助、阪修、奥村公延       |
| 4                             | 伊賀方円陣                    | 1963/4/28                     | 伊上勝                        | 船床定男 外山徹               | 天津敏、早川研吉、阪修、奥村公延、司浩二、渡真二、森下明、岩井錦吾、伊藤智章、桔梗恵二郎、大宮敏                                     |
| 5                             | 伊賀車掛陣                    | 1963/5/5                      | 伊上勝                        | 船床定男                      | 沢阿由美、大友純、山田晴生、渡真二、早川研吉、二見忠男、峰恵研、沢りつお、岸昌美、半田幸一、林寛一、岩井錦吾                         |
| 6                             | 伊賀火焔陣                    | 1963/5/12                     | 伊上勝                        | 船床定男                      | 天津敏、沢阿由美、奥村公延、森下明、大野紀久雄、高畑丈也、勝俣富美夫                                                                 |
| 7                             | 伊賀地遁陣                    | 1963/5/19                     | 伊上勝                        | 船床定男                      | 天津敏、沢阿由美、海野かつを、北島一男、高田健二、渡真二、桔梗恵二郎、伊藤智章、森下明、岩井錦吾                                     |
| 8                             | 伊賀内縛陣                    | 1963/5/26                     | 伊上勝                        | 船床定男                      | 天津敏、三島謙、海野かつを、暁五郎、渡真二、奥村公延、石川怜、松方信、中江真司、井上常雄、桔梗恵二郎、森下明、岩井錦吾、伊藤智章     |
| 9                             | 伊賀両翼陣                    | 1963/6/2                      | 伊上勝                        | 船床定男                      | 天津敏、金井修、大宮敏、海野かつを、桔梗恵二郎、奥村公延、森下明、中村弥生、峰阿矢、岩井錦吾、伊藤智章、長島光男、吉村寿美子、渡真二 |
| 10                            | 伊賀蝙蝠陣                    | 1963/6/9                      | 伊上勝                        | 船床定男                      | 天津敏、三島謙、大竹保、石川竜二、灰地順、種村正、梅沢薫、安田隆久                                                                   |
| 11                            | 伊賀飛猿陣                    | 1963/6/16                     | 伊上勝                        | 船床定男                      | 天津敏、三島謙、大竹保、石川竜二、灰地順、種村正、梅沢薫、安田隆久、森正樹、橋田勝                                                   |
| 12                            | 伊賀破城陣                    | 1963/6/23                     | 伊上勝                        | 船床定男                      | 天津敏、高橋正夫、灰地順、渡真二、森下明、青柳寿恵、矢内茂、橋田勝                                                                   |
| 13                            | 伊賀八門陣                    | 1963/6/30                     | 伊上勝                        | 船床定男                      | 大宮敏、灰地順、渡真二、種村正、森下明、安田隆久、梅沢薫                                                                             |

#### 第四部 忍法闇法師（全13話）
甲賀白雲斉（小林重四郎）を頭領とする甲賀忍者集団・闇法師の忍者・いざないの夢助（加藤精三）が江戸の商家を次々と襲撃。治安を悪化させて幕府の評判を落とし、将軍家斉を失脚させて尾張藩から次の将軍を出そうという尾張徳川家の陰謀だった。2年前に松平定信（大宮敏）の命令で尾張藩に潜入して行方不明になっていた伊賀同心・大月五郎太（江田島隆）が瀕死の重傷を負いながらも箱根から江戸へ帰る途中の秋草に出会って闇法師の存在を知らせる。第三部に登場して秋草に右腕を義手にさせられた『伊賀十忍』の生き残り・水口幻斉（天津敏）も闇法師の助っ人として再登場。闇法師と尾張藩を陰から動かしている黒幕・闇の御隠居は、幕府政策に批判的な全国の譜代大名に呼びかけ、尾張徳川家に賛同する連判状に名を連ねさせて全国の大名が顔を揃える日光東照宮での徳川家康大法要の席上で連判状を盾に家斉の将軍退位を迫る計画を企み、密かに中山道を進む。秋草は闇の御隠居と甲賀白雲斉を追って霧の遁兵衛や周作少年らと共に中山道と尾張を舞台に『闇法師』と戦う。

##### キャスト
- 秋草新太郎 … 大瀬康一 ※
- 霧の遁兵衛 … 牧冬吉 ※
- 馬場周作 … 大森俊介 ※
- 水口幻斉（伊賀十忍の生き残り） … 天津敏（第1 - 3、5 - 8、10 - 13話）
- 甲賀忍者・闇法師
  - 甲賀白雲斉（頭領） … 小林重四郎（第4 - 10、12 - 13話）
  - いざないの夢助 … 加藤精三（第1話）
  - おぼろの三造 … 赤尾関三蔵（第2話）
  - 影の権太夫 … 須永恒（第3話）
  - 流れ星 … 森下明（第3、4話）
  - 葉隠れの葉蔵 … 伊海田弘（5話）
  - 疾風の三郎次 … 守田比呂也（第6話）
  - あやつりの甚八 … 本間孫次（第7話）
  - 霞の覚蔵 … 滝恵一（第8話）
  - 飛猿の左源太 … 大川太郎（第9話）
  - 風葉（左源太の妹、くノ一） … 青柳美枝子（第9 - 12話）
  - 竜口の天堂 … 立川雄三（12話）
- 大月五郎太（伊賀同心） … 江田島隆（第1話）
- 楓（大月五郎太の妹） … 岸正子（第1、3、5話）
- 廣田屋五郎兵衛（米問屋） … 相原巨介（第1話）
- 宮塚藤助（南町奉行所同心） … 岡田剛一（第1、2話）
- 馬場信勝（周作の父） … 木南清（第3話）
- 忠岡右衛門（忍藩城代家老） … 浮田左武郎（第6話）
- 潮兵馬（忍藩に潜入していた公儀隠密・鷲津彦四郎） … 真弓田一夫（第6話）
- 千代（鷲津の娘で忍藩に潜入していた公儀隠密） … 森槙子（第6話）
- 一市（公儀隠密） … 梅沢薫（第11話）
- 近江屋清八（尾張に潜入していた公儀隠密・田宮清八） … 鈴木志郎（第11話）
- 深野桂左衛門（尾張藩次席家老） … 青沼三郎（第13話）
- 深野の側近 … 高杉哲平（第13話）
- 松平定信 … 大宮敏（第1、2話）

※太字の俳優は全話出演者
| 第四部 忍法闇法師（全13話） | 第四部 忍法闇法師（全13話） | 第四部 忍法闇法師（全13話） | 第四部 忍法闇法師（全13話） | 第四部 忍法闇法師（全13話） | 第四部 忍法闇法師（全13話）                                                                                        |
| 話数                        | サブタイトル                | 放送日                      | 脚本                        | 監督                        | 出演者（全話出演者は除く）                                                                                         |
| --------------------------- | --------------------------- | --------------------------- | --------------------------- | --------------------------- | --- |
| 1                           | 死霧の忍者                  | 1963/7/7                    | 伊上勝                      | 船床定男                    | 天津敏、岸正子、大宮敏、江田島隆、相原巨介、加藤精三、岡田剛一、井上常雄、若杉幸司、香島洋司                       |
| 2                           | おぼろの忍者                | 1963/7/14                   | 伊上勝                      | 船床定男 外山徹             | 天津敏、大宮敏、笹川恵三、湊俊一、野口元夫、赤尾関三蔵、伊藤正博、守田比呂也、岡田剛一、井上常雄、秋津啓介、岩城大 |
| 3                           | 分身の忍者                  | 1963/7/21                   | 伊上勝                      | 船床定男 外山徹             | 天津敏、岸正子、緒方敏也、須永恒、木南清、阿宗修一、豊野祥、高倉英二、、森下明                                     |
| 4                           | 流れ星の忍者                | 1963/7/28                   | 伊上勝                      |                             | 小林重四郎、森下明                                                                                                 |
| 5                           | 葉隠れの忍者                | 1963/8/4                    | 伊上勝                      | 船床定男                    | 小林重四郎、天津敏、岸正子、伊海田弘、井上常雄                                                                     |
| 6                           | 羽衣の忍者                  | 1963/8/11                   | 伊上勝                      | 船床定男 外山徹             | 小林重四郎、天津敏、浮田左武郎、真弓田一夫、守田比呂也、森槙子、橋田勝                                             |
| 7                           | あやつりの忍者              | 1963/8/18                   | 伊上勝                      | 船床定男 外山徹             | 小林重四郎、天津敏、本間孫次、森下明、豊野祥、高倉英二                                                             |
| 8                           | 霞の忍者                    | 1963/8/25                   | 伊上勝                      | 船床定男 田村正蔵           | 小林重四郎、天津敏、滝恵一、広田進司、大井潤、山下退助、石川秀和、春日寛子                                         |
| 9                           | 飛猿の忍者                  | 1963/9/1                    | 伊上勝                      | 船床定男 田村正蔵           | 小林重四郎、大川太郎、青柳美枝子、橋田勝、佃鉄太郎、森下明                                                         |
| 10                          | 紅蓮の忍者                  | 1963/9/8                    | 伊上勝                      | 船床定男 外山徹             | 小林重四郎、天津敏、青柳美枝子、森下明、豊野祥次、高倉英二                                                         |
| 11                          | 変化の忍者                  | 1963/9/15                   | 伊上勝                      | 船床定男 外山徹             | 天津敏、青柳美枝子、加茂喜久、鈴木志郎、武石昇、三戸部輝、梅沢薫、金戸秀男                                         |
| 12                          | 閃影の忍者                  | 1963/9/22                   | 伊上勝                      | 船床定男 田村正蔵           | 小林重四郎、天津敏、青柳美枝子、立川雄三、長谷川晴男、石川秀和、小畑一夫、坂巻ひとみ                               |
| 13                          | 十三人目の忍者              | 1963/9/29                   | 伊上勝                      | 船床定男 田村正蔵           | 小林重四郎、天津敏、青沼三郎、高杉哲平、根本好章                                                                   |

#### 第五部 忍法風摩一族（全13話）
風摩小太郎（天津敏）を頭領とする小田原の風摩一族の忍者が二日連続で江戸城内に侵入。警備に当たっていた伊賀同心の忍者たちを殺害し、吹上御庭の井戸から『水虎の鏡』を奪い去った。水虎・風雷・火竜の3つの鏡を揃えると北条早雲の残した黄金百万枚の隠し場所がわかるという。風雷の鏡は相州屋の娘・香（岸久美子）の元にあり、火竜の鏡は小田原の尼僧・光信女（三影千絵）の元にあった。風摩一族の再興を目指し、黄金百万枚を手に入れるために残る2つの鏡を狙う風摩小太郎。江戸から小田原を舞台に、三つの鏡と宝の行方を追って秋草と遁兵衛、伊賀同心が風摩一族と戦う。第二部から第四部まで敵忍者の副リーダー格を演じてきた天津敏がこの第五部で頭領役に昇格した。

##### キャスト
- 秋草新太郎 … 大瀬康一 ※
- 霧の遁兵衛 … 牧冬吉 ※
- 馬場周作 … 大森俊介（第1 - 3、6 - 12話）
- 風摩一族
  - 風摩小太郎（殺軍頭領） … 天津敏（第1 - 10、12、13話）
  - 鬼頭坊（窃盗組小頭） … 赤尾関三蔵（第1 - 10、12、13話）
  - 朧（小太郎の妹、くノ一） … 佐賀直子（第5 - 8、12、13話）
  - 波之助（水軍小頭） … 森三平太（第3 - 5、12、13話）
  - 燕道人（山軍小頭） … 森幸太郎（第6、9、10話）
  - 傀儡兵内 … 野本明男（第5、6話）
  - 夢斉 … 佐藤一郎（第7、8話）
  - かげろう甚内 … 冬木京三（第11話）
- 伊賀同心（幕府側の忍者）
  - 覚三 … 桔梗恵二郎（第1話）
  - 作左衛門 … 里木三郎（第1話）
  - 音羽の又造 … 森山周一郎（第9、10話）
  - 滝口九市郎 … 朝戸正明（第9、10話）
  - 柘植三平 … 宮川洋一（第9、10話）
  - 新堂兵馬 … 高杉哲平（第9、10話）
  - 服部刑部 … 滝雅男（第9話）
- さよ（覚三の妻） … 三枝陽子（第1話）
- 相州屋伝造（廻船問屋） … 西島悌四郎（第3、5話）
- 香（相州屋の娘） … 岸久美子（第2 - 4話）
- 大久保石見守（小田原藩主） … 野口元夫（第7、8話）
- 綾姫（小田原藩主の娘） … 関みどり（第7、8話）
- 光信女（小田原の尼僧） … 三影千絵（第6、8話）
- 喰代の多四郎（元・伊賀同心） … 伊達京史（第12、13話）

※太字の俳優は全話出演者
| 第五部 忍法風摩一族（全13話） | 第五部 忍法風摩一族（全13話） | 第五部 忍法風摩一族（全13話） | 第五部 忍法風摩一族（全13話） | 第五部 忍法風摩一族（全13話） | 第五部 忍法風摩一族（全13話）                                                                          |
| 話数                          | サブタイトル                  | 放送日                        | 脚本                          | 監督                          | 出演者（全話出演者は除く）                                                                             |
| ----------------------------- | ----------------------------- | ----------------------------- | ----------------------------- | ----------------------------- | --- |
| 1                             | 忍秘風摩剣                    | 1963/10/6                     | 伊上勝                        | 船床定男                      | 天津敏、大森俊介、赤尾関三蔵、里木三郎、三枝陽子、桔梗恵二郎、種村正、森下明、井上常雄                 |
| 2                             | 忍秘瞳術                      | 1963/10/13                    | 伊上勝                        | 船床定男                      | 天津敏、大森俊介、岸久美子、赤尾関三蔵、阿宗俊一、大塚孝、森下明、井上常雄、豊野祥次                   |
| 3                             | 忍秘水龍陣                    | 1963/10/20                    | 伊上勝                        | 外山徹                        | 天津敏、大森俊介、岸久美子、西島悌四郎、赤尾関三蔵、森三平太、阿宗俊一、大塚孝、森下明、豊野祥次       |
| 4                             | 忍秘双忍構                    | 1963/10/27                    | 伊上勝                        | 外山徹                        | 天津敏、赤尾関三蔵、岸久美子、森三平太、阿宗俊一、大塚孝、滝川経王、橋田勝、森下明、豊野祥次           |
| 5                             | 忍秘傀儡師                    | 1963/11/3                     | 伊上勝                        | 船床定男                      | 天津敏、佐賀直子、西島悌四郎、森三平太、野本明男、小倉雄三、五十嵐龍二、赤尾関三蔵                     |
| 6                             | 忍秘燕道人                    | 1963/11/10                    | 伊上勝                        | 船床定男                      | 天津敏、大森俊介、佐賀直子、森幸太郎、三影千絵、赤尾関三蔵、野本明男、須貝由利枝                       |
| 7                             | 忍秘呪術者                    | 1963/11/24                    | 伊上勝                        | 船床定男                      | 天津敏、大森俊介、佐賀直子、野口元夫、佐藤一郎、関みどり、赤尾関三蔵、島一郎、石川秀和                 |
| 8                             | 忍秘白老鬼                    | 1963/11/24                    | 伊上勝                        | 外山徹                        | 天津敏、大森俊介、佐賀直子、野口元夫、佐藤一郎、関みどり、赤尾関三蔵、三影千絵                         |
| 9                             | 忍秘忍び狩                    | 1963/12/1                     | 伊上勝                        | 外山徹                        | 天津敏、大森俊介、宮川洋一、森幸太郎、朝戸正明、森山周一郎、滝雅男、川上正夫、赤尾関三蔵、高杉哲平     |
| 10                            | 忍秘忍び無惨                  | 1963/12/8                     | 伊上勝                        | 外山徹                        | 天津敏、大森俊介、宮川洋一、森幸太郎、朝戸正明、森山周一郎、赤尾関三蔵、森三平太、高杉哲平、秋山要之助 |
| 11                            | 忍秘陽炎                      | 1963/12/15                    | 伊上勝                        | 船床定男                      | 大森俊介、冬木京三、小藤田正一、森下明、豊野祥次、高倉英二、馬鳥哲広                                   |
| 12                            | 忍秘伊賀忍                    | 1963/12/22                    | 伊上勝                        | 船床定男                      | 天津敏、大森俊介、佐賀直子、赤尾関三蔵、伊達京史、森三平太、森下明、豊野祥次、高倉英二                 |
| 13                            | 忍秘袋返し                    | 1963/12/29                    | 伊上勝                        |                               | 天津敏、佐賀直子、伊達京史、赤尾関三蔵、森三平太                                                       |

#### 第六部 続 風摩一族（全13話）
秋草たちは三つの鏡を揃えて目的地の江の島の洞窟に来たが、そこに宝はなく、隠し場所を示す絵地図を新たに発見する。それを頼りに改めて北条家の黄金百万枚を探す旅に出た秋草たちの前に、全滅したと思われていた風摩一族が立ちはだかった。風摩小太郎（天津敏）は新たに風摩十人衆を呼び寄せ、秋草の持つ宝の絵地図を狙う。絵地図に記された風の砦・水の城・火の櫓と舞台を移し、八王子、甲州路、相州路などを廻りながら黄金百万枚をめぐって秋草と風摩一族の戦いが続く。

##### キャスト
- 秋草新太郎 … 大瀬康一 ※
- 霧の遁兵衛 … 牧冬吉 ※
- 馬場周作 … 大森俊介（第1 - 6、9、11、13話）
- 風摩一族
  - 風摩小太郎（頭領） … 天津敏 ※
  - 朧（小太郎の妹、くノ一） … 佐賀直子（第1、3、4、7 - 11、13話）
  - 風摩十人衆
    - 梟甚九郎 … 北島一男（第1話）
    - 蝦蟇の太郎佐 … 大友純（第3話）
    - 蝙蝠伝内 … 穂高稔（第4話）
    - くノ一綾乃 … 一ノ木真弓（第5話）
    - 葉隠れ丹波 … 金沢重勝（第7話）
    - まぼろし源内 … 岡田剛一（第9話）
    - 鬼頭坊 … 赤尾関三蔵（第9、10話）
    - 眠の黒丸 … 早川研吉（第11話）
    - 疾風の弥平次 … 伊達京史（第12話）
- 堀田（八王子千人同心） … 大塚孝（第2話）
- 老猟師（風の砦の守り役） … 中江隆介（第4話）
- ゆき（猟師の孫） … 上田美由起（第4話）
- 変幻黒風斉（風摩の抜け忍） … 植村謙二郎（第6話）
- 百合（黒風斉の娘） … 中町真弓（第6話）
- 楯岡の才蔵（伊賀の渡り忍者） … 中村竜三郎（第7、8話）
- 神代内記（大久保藩城代家老で北条家の遺臣） … 高松政雄（第10 - 12話）
- 瀬田左門（大久保藩士） … 灰地順（第10話）
- 美代（左門の妹） … 新草恵子（第10話）
- 早雲寺住職 … 小藤田正一（第11、13話）
- 奥野（大久保藩次席家老） … 中野清（第12話）
- 光信女（小田原の尼僧） … 三影千絵（第9、10、13話）

※太字の俳優は全話出演者
| 第六部 続 風摩一族（全13話） | 第六部 続 風摩一族（全13話） | 第六部 続 風摩一族（全13話） | 第六部 続 風摩一族（全13話） | 第六部 続 風摩一族（全13話） | 第六部 続 風摩一族（全13話）                                                           |
| 話数                         | サブタイトル                 | 放送日                       | 脚本                         | 監督                         | 出演者（全話出演者は除く）                                                             |
| ---------------------------- | ---------------------------- | ---------------------------- | ---------------------------- | ---------------------------- | -------------------------------------------------------------------------------------- |
| 1                            | 忍者梟甚九郎                 | 1964/1/5                     | 伊上勝                       | 船床定男                     | 大森俊介、北島一男、佐賀直子、森下明、豊野健志、高倉英二                               |
| 2                            | 忍者白蝋玄鬼                 | 1964/1/12                    | 伊上勝                       | 船床定男                     | 大森俊介、大塚孝、堺新太郎、大沢新吾、小倉雄二、森下明、高倉英二、市村堯               |
| 3                            | 忍者蝦蟇の太郎佐             | 1964/1/19                    | 伊上勝                       | 外山徹                       | 大森俊介、大友純、佐賀直子、森下明、豊野祥次、馬鳥哲広、高倉英二                       |
| 4                            | 忍者蝙蝠伝内                 | 1964/1/26                    | 伊上勝                       | 外山徹                       | 大森俊介、佐賀直子、中江隆介、上田美由起、穂高稔、森下明、豊野祥次、馬鳥哲広、高倉英二 |
| 5                            | 忍者風摩くノ一               | 1964/2/2                     | 伊上勝                       | 外山徹                       | 大森俊介、一ノ木真弓、城健太郎、森下明、豊野祥次、橋田勝、高倉英二                     |
| 6                            | 忍者変幻黒風斉               | 1964/2/9                     | 伊上勝                       | 外山徹                       | 大森俊介、植村謙二郎、中町真弓、高倉英二、森下明                                       |
| 7                            | 忍者伊賀の才蔵               | 1964/2/16                    | 伊上勝                       | 船床定男                     | 中村竜三郎、佐賀直子、金沢重勝                                                         |
| 8                            | 忍者朧と一党                 | 1964/2/23                    | 伊上勝                       | 船床定男                     | 中村竜三郎、佐賀直子、高倉英、森下明                                                   |
| 9                            | 忍者まぼろし源内             | 1964/3/1                     | 伊上勝                       | 船床定男                     | 大森俊介、赤尾関三蔵、三影千絵、岡田剛一、佐賀直子、森下明、豊野祥次、高倉英二         |
| 10                           | 忍者鬼頭坊                   | 1964/3/8                     | 伊上勝                       | 船床定男                     | 赤尾関三蔵、佐賀直子、高松政雄、灰地順、三影千絵、新草恵子、小倉雄二                   |
| 11                           | 忍者眠の黒丸                 | 1964/3/15                    | 伊上勝                       | 外山徹                       | 大森俊介、早川研吉、佐賀直子、高松政雄、薬王子忠、小藤田正一                           |
| 12                           | 忍者疾風弥平次               | 1964/3/22                    | 伊上勝                       | 外山徹                       | 伊達京史、高松政雄、中野清、市村堯、高倉英二、豊野祥次、森下明                         |
| 13                           | 忍者風摩小太郎               | 1964/3/29                    | 伊上勝                       | 外山徹                       | 大森俊介、三影千絵、佐賀直子、森下明、豊野祥次、高倉英二、小藤田正一                   |

#### 第七部 忍法根来衆（全13話）
徳川御三家のひとつ・紀州徳川家の江戸家老の内藤大学（武藤英司）が、根来忍者の頭領・牙竜道士（吉田義夫）に命じて病に臥せっていた藩主・紀伊中納言を祈祷で呪い殺させた。内藤は紀伊中納言の幼い次男・吉綱を新たな藩主に擁立しようと企み、吉綱の後見人となって紀州藩を我が物にする計画を実行するため、世継ぎの対立候補である長男・紀伊頼方（添田武利）の暗殺を牙竜道士に命じる。その陰謀を察知した紀州藩の国家老・織部飛騨守（青野平義）は、配下の紀州流忍者・紀州組の7人に頼方の護衛を命じた。牙竜道士は内藤を利用して吉綱を藩主にさせた後、家斉を暗殺して吉綱を将軍にし、陰から天下を操ろうと企んでいた。松平定信より密かに依頼を受けた秋草は、霧の遁兵衛と共に紀州家の跡目相続をめぐるお家騒動に乗り出して織部飛騨守と紀州組に味方。遁兵衛の師匠で伊賀の里に住む上忍・名張半太夫（小林重四郎）の力も借りて根来忍者と対決する。全十部の中でこの第七部のみ天津敏が未出演。

##### キャスト
- 秋草新太郎 … 大瀬康一 ※
- 霧の遁兵衛 … 牧冬吉 ※
- 内藤大学（紀州家江戸家老） … 武藤英司（第1、2、4、6話）
- 根来忍者
  - 牙竜道士（頭領） … 吉田義夫（第1、2、4 - 7、10 - 13話）
  - 鬼眼法師 … 陶隆（第1 - 3、6 - 10話）
  - 宇田法玄 … 北見治一（第3話）
  - 闇 … 若山弦蔵（第4、5話）※声の出演
  - 修羅坊 … 北島一男（第6話）
  - 死神 … 江見俊太郎（第7、8話）
  - 般若のお甲（くノ一） … 小沢ひろ子（第9、10話）
  - 赤目五郎蔵… 滝雅男（第11話）
  - 風神坊 … 伊達京史（第12話）
  - 雷神坊 … 渡真二（第12話）
  - 水神坊 … 種村正（第12話）
- 紀州組（紀州徳川家の忍者）
  - 戸隠幻妖斉（頭領） … 高橋正夫（第1、2話）
  - 倉井田孫十郎 … 灰地順（第1 - 3話）
  - 影衣蔵人 … 桔梗恵二郎（第1 - 3、5話）
  - つむじの佐京 … 川副博敏（第1 - 3、5 - 7話）
  - 与籐次 … 里木三郎（第1 - 3、5 - 8話）
  - 勘助 … 後藤陽吉（第1 - 8話）
  - 右近 … 大塚孝（第1 - 8話）
- 紀伊頼方 … 添田武利（第1、6、7話）
- おたか（紀伊頼方の御側女中） … 川俣典子（第1話）
- 倉井田源一郎（孫十郎の息子、少年忍者） … 古谷徹（第3 - 6話）
- 老婆 … 津田まり子（第4話）
- 韋駄天の吾平（伊賀同心） … 立川雄三（第9話）
- 彦坂甚五（浪人） … 名和宏（第10話）
- 伊賀忍者（伊賀の里）
  - 名張半太夫（遁兵衛の師匠） … 小林重四郎（第12、13話）
  - 粂乃（半太夫の娘、くノ一） … 滝まり子（第12、13話）
  - 滝の原地平（半太夫の弟子） … 奥村公延（第11話）
  - 猿渡り伝八（半太夫の弟子） … 森三平太（第11話）
  - 斧沢源斉（半太夫の弟子） … 里見たかし（第11、12話）
- 織部飛騨守（紀州家家老） … 青野平義（第1、6、7話）

※太字の俳優は全話出演者
| 第七部 忍法根来衆（全13話） | 第七部 忍法根来衆（全13話） | 第七部 忍法根来衆（全13話） | 第七部 忍法根来衆（全13話） | 第七部 忍法根来衆（全13話） | 第七部 忍法根来衆（全13話）                                                                                                |
| 話数                        | サブタイトル                | 放送日                      | 脚本                        | 監督                        | 出演者（全話出演者は除く）                                                                                                 |
| --------------------------- | --------------------------- | --------------------------- | --------------------------- | --------------------------- | --- |
| 1                           | 隠形鬼眼法師                | 1964/4/5                    | 伊上勝                      | 外山徹                      | 吉田義夫、高橋正夫、青野平義、武藤英司、陶隆、里木三郎、桔梗恵二郎、灰地順、川俣典子、川副博敏、後藤陽吉、大塚孝、添田武利 |
| 2                           | 無惨也幻妖斉                | 1964/4/12                   | 伊上勝                      | 外山徹                      | 吉田義夫、高橋正夫、武藤英司、陶隆、里木三郎、桔梗恵二郎、灰地順、後藤陽吉、川副博敏、森下明、大塚孝                       |
| 3                           | 忍法果し状                  | 1964/4/19                   | 伊上勝                      | 外山徹                      | 陶隆、灰地順、北見治一、里木三郎、桔梗恵二郎、川副博敏、大塚孝、後藤陽吉、古谷徹、豊野健志、高倉英二、森下明               |
| 4                           | 闇と云う名の忍者            | 1964/4/26                   | 伊上勝                      | 船床定男                    | 吉田義夫、武藤英司、若山弦蔵、津田まり子、古谷徹、後藤陽吉、森下明、高倉英二、豊野健志                                     |
| 5                           | 影衣蔵人の忍法              | 1964/5/3                    | 伊上勝                      | 船床定男                    | 吉田義夫、若山弦蔵、古谷徹、桔梗恵二郎、里木三郎、川副博敏、後藤陽吉、大塚孝、森下明、高倉英二、豊野健志                   |
| 6                           | 根来忍法不動縄              | 1964/5/10                   | 伊上勝                      | 船床定男                    | 吉田義夫、武藤英司、北島一男、青野平義、陶隆、古谷徹、里木三郎、後藤陽吉、大塚孝、川副博敏、添田武利                       |
| 7                           | 忍者死神の挑戦              | 1964/5/17                   | 伊上勝                      | 外山徹                      | 吉田義夫、江見俊太郎、青野平義、陶隆、里木三郎、川副博敏、後藤陽吉、大塚孝、添田武利、豊野健志、高倉英二、森下明           |
| 8                           | 忍法生仏                    | 1964/5/24                   | 伊上勝                      | 外山徹                      | 江見俊太郎、陶隆、後藤陽吉、大塚孝、里木三郎、森下明、高倉英二、馬鳥哲広、豊野健志                                         |
| 9                           | 般若面の忍者                | 1964/5/31                   | 伊上勝                      | 外山徹                      | 立川雄三、陶隆、小沢ひろ子、森下明、高倉英二、馬鳥哲広、豊野健志                                                           |
| 10                          | 鬼眼法師最後                | 1964/6/7                    | 伊上勝                      | 外山徹                      | 名和宏、吉田義夫、陶隆、坂主充子、小沢ひろ子、豊野健志、高倉英二、馬鳥哲広、森下明                                         |
| 11                          | 姿なき根来者                | 1964/6/14                   | 伊上勝                      | 船床定男                    | 吉田義夫、滝雅男、奥村公延、森三平太、里見たかし、森下明、豊野健志、馬鳥哲広、高倉英二                                     |
| 12                          | 根来忍三兄弟                | 1964/6/21                   | 伊上勝                      | 船床定男                    | 小林重四郎、吉田義夫、伊達京史、種村正、渡真二、里見たかし、森下明、滝まり子                                               |
| 13                          | 変幻牙竜道士                | 1964/6/28                   | 伊上勝                      | 船床定男                    | 小林重四郎、吉田義夫、滝まり子、井上常雄、森下明、石見栄、豊野健志、馬鳥哲広、高倉英二                                     |

#### 第八部 忍法まぼろし衆（全14話）
松平定信（加賀邦男）の江戸屋敷に甲賀のまぼろし谷から来たまぼろし衆と名乗る7人の甲賀忍者が出現。まぼろし衆は定信に招かれたと言うが定信には心当たりがない。定信の身辺警護をする伊賀忍者たちを腕試しとばかり簡単に倒して定信の屋敷を後にしたまぼろし衆の前に、甲賀五十三家筆頭忍者・甲賀の金剛（天津敏）が現われ、まぼろし衆を江戸に招いたのは暗闇の御大老だと告げる。定信に個人的な恨みを持つ暗闇の御大老は、定信の腹心の奉行たちや幕府御用達の豪商、そして秋草と霧の遁兵衛をも含む総勢21名の暗殺を金剛とまぼろし衆に命じた。狙いは定信を孤立させて失脚に追い込むこと。目付役筆頭がまぼろし衆に暗殺される現場に出くわした秋草は、遁兵衛や伊賀同心三ノ組の忍者たちと協力して暗殺計画を阻止するべく、江戸を舞台に甲賀の金剛やまぼろし衆と対決する。
この第八部では東映京都撮影所が使われた関係で、東映京都の大部屋俳優も多数出演している。物語は第13話で完結し、第14話は秋草と周作を伊賀の里へ案内した霧の遁兵衛が、10年前の忍者としての初仕事を回想シーンを交えて周作に語る番外編エピソードとなっている。

##### キャスト
- 秋草新太郎 … 大瀬康一 ※
- 霧の遁兵衛 … 牧冬吉 ※
- 馬場周作 … 大森俊介（第1 - 3、5 - 11、14話）
- 甲賀の金剛（甲賀五十三家筆頭忍者） … 天津敏（第1、2、4 - 13話）
- 甲賀まぼろし衆
  - 鬼火伝斉 … 小林重四郎（第1、2、4 - 6、8 - 13話）
  - 浮雲千鳥（くノ一） … 霧島八千代（第1 - 6、8 - 12話）
  - 闇里弾正 … 川浪公次郎（第1 - 3話）
  - 白龍民部 … 団徳麿（第1、2、4話）
  - 破幻坊 … 川路誠（第1、2、4、5話）
  - 茜部一無 … 相原昇（第1、2、4 - 7話）
  - 影陽左門馬 … 鶴岡淳一（第1、2、4 - 7話） / 早川研吉（第8話）
- 蜘蛛の兵衛（甲賀流忍者） … 植村謙二郎（第10話）
- 千加（兵衛の娘、くノ一） … 沢阿由美（第10、11話）
- 伊賀同心（伊賀三ノ組の忍者）
  - 十郎次 … 菅原俊夫（第1、2話）
  - 玄助 … 波多野博（第3話）
  - 弥平次 … 宮城幸生（第3、6話）
  - 籐六 … 平林章三（第12話）
- 青江左京亮（松平家用人頭） … 中野清（第1、2話）
- 桑山大三郎（目付役筆頭） … 那須伸太朗（第1話）
- 貝塚美濃守（北町奉行） … 関根英二郎（第4話）
- 北町奉行所同心 … 唐沢民賢（第4話）
- 岡っ引 … 高並功（第4話）
- 桜乃局（将軍家の乳母） … 東竜子（第6話）
- 早苗（桜乃局の腰元） … 三井由紀子（第6話）
- 和泉屋文五郎（米問屋） … 西島悌四郎（第8話）
- お冬（和泉屋の娘） … 岸昌美（第8話）
- おきぬ（和泉屋の妻） … 南條秋子（第8話）
- 清吉（和泉屋の番頭） … 緒方敏也（第8話）
- 辻斬り浪人 … 瑳川哲朗（第9話）
- 六角右京太夫（将軍家側衆役） … 森孝太郎（第7、13話）
- 久留米紋十郎（六角家留守居役） … 若宮隆二（第12、13話）
- 名張半太夫（遁兵衛の師匠※回想シーン） … 高松政雄（第14話）
- 松平定信 … 加賀邦男（第1話）

※太字の俳優は全話出演者
| 第八部 忍法まぼろし衆（全14話） | 第八部 忍法まぼろし衆（全14話） | 第八部 忍法まぼろし衆（全14話） | 第八部 忍法まぼろし衆（全14話） | 第八部 忍法まぼろし衆（全14話） | 第八部 忍法まぼろし衆（全14話） |
| 話数                            | サブタイトル                    | 放送日                          | 脚本                            | 監督                            | 出演者（全話出演者は除く） |
| ------------------------------- | ------------------------------- | ------------------------------- | ------------------------------- | ------------------------------- | --- |
| 1                               | 七人の忍者                      | 1964/7/5                        | 伊上勝                          | 外山徹                          | 天津敏、大森俊介、加賀邦男、団徳麿、小林重四郎、中野清、川路誠、霧島八千代、相原昇、鶴岡淳一、菅原俊夫、壬生新太郎、木村浩、川浪公次郎、那須伸太朗       |
| 2                               | 忍び暗殺帳                      | 1964/7/12                       | 伊上勝                          |                                 | 天津敏、大森俊介、団徳麿、小林重四郎、川路誠、霧島八千代、相原昇、鶴岡淳一、川浪公次郎、中野清                                                           |
| 3                               | 忍者闇里弾正                    | 1964/7/19                       | 伊上勝                          | 外山徹                          | 大森俊介、霧島八千代、波多野博、川浪公次郎、原京市、森下明、豊野健志、高倉英二、宮城幸生                                                                 |
| 4                               | 破幻坊参上                      | 1964/7/26                       | 伊上勝                          | 外山徹                          | 天津敏、小林重四郎、団徳麿、霧島八千代、川路誠、相原昇、鶴岡淳一、唐沢民賢、高並功、関根英二郎                                                           |
| 5                               | 忍法遺恨                        | 1964/8/2                        | 伊上勝                          | 外山徹                          | 天津敏、大森俊介、小林重四郎、川路誠、霧島八千代、相原昇、鶴岡淳一、森下明                                                                               |
| 6                               | 不死身の伝斉                    | 1964/8/9                        | 伊上勝                          | 外山徹                          | 天津敏、大森俊介、小林重四郎、鶴岡淳一、相原昇、霧島八千代、東竜子、三井由紀子、森下明、豊野健志、高倉英二、宮城幸生                                     |
| 7                               | 茜部一無の死                    | 1964/8/16                       | 伊上勝                          | 外山徹                          | 天津敏、大森俊介、相原昇、鶴岡淳一、森孝太郎、森下明、高倉英二、豊野健志                                                                                 |
| 8                               | 忍び名は影陽                    | 1964/8/23                       | 伊上勝                          | 外山徹                          | 天津敏、大森俊介、牧冬吉、小林重四郎、早川研吉、西島悌四郎、霧島八千代、岸昌美、南條秋子、橋田勝、島一郎、緒方敏也、森下明、豊野健志、渡辺芳雄、高倉英二 |
| 9                               | 甲賀の金剛                      | 1964/8/30                       | 伊上勝                          | 外山徹                          | 天津敏、大森俊介、小林重四郎、瑳川哲朗、霧島八千代、小倉雄三、多田幸雄、森田昌宏、若松怜二、石津康彦、森下明、高倉英二、馬鳥哲広、豊野健志               |
| 10                              | 或る忍者の掟                    | 1964/9/6                        | 伊上勝                          | 外山徹                          | 天津敏、大森俊介、小林重四郎、霧島八千代、沢阿由美、植村謙二郎、豊野健志、高倉英二、渡辺芳雄、森下明                                                     |
| 11                              | くの一競い                      | 1964/9/13                       | 伊上勝                          | 外山徹                          | 天津敏、大森俊介、小林重四郎、沢阿由美、霧島八千代、森下明、豊野健志、高倉英二                                                                           |
| 12                              | 伝斉かげばしり                  | 1964/9/20                       | 伊上勝                          | 外山徹                          | 天津敏、小林重四郎、若宮隆二、霧島八千代、平林章三、豊野健志、森下明                                                                                     |
| 13                              | 甲賀五遁陣                      | 1964/9/27                       | 伊上勝                          | 外山徹                          | 天津敏、小林重四郎、森孝太郎、若宮隆二、林寛一、菊地竜志、森下明、瀬島政夫、高倉英二、馬鳥哲広、渡辺芳雄、豊野健志                                       |
| 14                              | 忍者ものがたり                  | 1964/10/4                       | 伊上勝                          | 船床定男                        | 大森俊介、高松政雄、倉橋宏明、森下明、渡辺芳雄、馬鳥哲広                                                                                                 |

#### 第九部 傀儡忍法帖（全10話）
松平定信（加賀邦男）に命じられて抜け荷疑惑のある九州肥前・不知火藩へ潜入した霧の遁兵衛ら伊賀同心三ノ組の忍者3人が消息を絶つ。遁兵衛の身を案じた秋草は九州へ向かうが、不知火藩では忍者集団・傀儡忍者の頭領・黒風堂幻心（大竹タモツ）が、幕府に敵対心を持つ藩主・不知火雅楽頭（森山周一郎）を操って抜け荷で儲けた資金を元手に大量の武器弾薬を手に入れさせ、武力による幕府転覆を企んでいた。不知火藩へ潜入した秋草は、抜け荷の仕事を手伝わされていた隠れ切支丹たちを助け、黒風堂幻心や傀儡四天王と対決。秋草の命を狙う傀儡忍者、秋草を自身の手で倒すべく九州に乗り込んで黒風堂幻心とも敵対する甲賀の金剛（天津敏）、そして秋草と、三つ巴の戦いが繰り広げられる。

##### キャスト
- 秋草新太郎 … 大瀬康一 ※
- 霧の遁兵衛 … 牧冬吉 ※
- 馬場周作 … 大森俊介（第1話）
- 甲賀の金剛（甲賀五十三家筆頭忍者） … 天津敏（第1 - 5、8 - 10話）
- 傀儡忍者
  - 黒風堂幻心（頭領） … 大竹タモツ（第3、5 - 8、10話）
  - 鬼引道伯（傀儡忍四天王） … 高木新平（第1 - 6、8話）
  - 十六夜闇蔵（傀儡忍四天王） … 山岡徹也（第4 - 6、8、9話）
  - 影彦（傀儡忍四天王） … 川路誠（第3 - 6、8 - 10話）
- 伊賀同心（伊賀三ノ組の忍者）
  - 財津右之助 … 小倉雄三（第1話）
  - 一ツ目貫斎 … 高杉哲平（第1、3 - 5話）
- 墨絵（貫斎の妹、くノ一） / 日暮薄墨（傀儡忍四天王） … 北原しげみ（第6 - 8、10話）
- まや（隠れ切支丹） … 桐山明子（第4 - 6、9、10話）
- 太右衛門（隠れ切支丹） … 倉橋宏明（第4 - 6、9、10話）
- 不知火雅楽頭（不知火藩主） … 森山周一郎（第3、7、8、10話）
- 丹波兵庫（不知火藩家老） … 笹川恵三（第3、7、8、10話）
- 榊原（幕府大目付） … 野口元夫（第1話）
- 松平定信 … 加賀邦男（第1話）

※太字の俳優は全話出演者
| 第九部 傀儡忍法帖（全10話） | 第九部 傀儡忍法帖（全10話） | 第九部 傀儡忍法帖（全10話） | 第九部 傀儡忍法帖（全10話） | 第九部 傀儡忍法帖（全10話） | 第九部 傀儡忍法帖（全10話）                                                                            |
| 話数                        | サブタイトル                | 放送日                      | 脚本                        | 監督                        | 出演者（全話出演者は除く）                                                                             |
| --------------------------- | --------------------------- | --------------------------- | --------------------------- | --------------------------- | --- |
| 1                           | 謎の傀儡師                  | 1964/10/11                  | 伊上勝                      | 船床定男                    | 天津敏、大森俊介、高木新平、小倉雄三、野口元夫、高杉哲平、森下明、荻健司、安田隆久、竹内五郎、加賀邦男 |
| 2                           | 復讐鬼金剛                  | 1964/10/18                  | 伊上勝                      | 船床定男                    | 天津敏、高木新平、長まどか、三影千絵、森下明、渡辺芳雄、馬鳥哲広                                       |
| 3                           | 忍師黒風堂幻心              | 1964/10/25                  | 伊上勝                      | 船床定男                    | 天津敏、大竹タモツ、笹川恵三、高木新平、川路誠、森山周一郎、高杉哲平、森下明、渡辺芳雄、馬鳥哲広       |
| 4                           | 闇蔵変化                    | 1964/11/1                   | 伊上勝                      | 船床定男                    | 天津敏、山岡徹也、高杉哲平、川路誠、高木新平、倉橋宏明、森下明、桐山明子                               |
| 5                           | 忍法合戦                    | 1964/11/8                   | 伊上勝                      | 船床定男                    | 天津敏、大竹タモツ、山岡徹也、高杉哲平、川路誠、高木新平、倉橋宏明、森下明、桐山明子                   |
| 6                           | 傀儡忍四天王                | 1964/11/15                  | 伊上勝                      | 外山徹                      | 山岡徹也、北原しげみ、川路誠、高木新平、倉橋宏明、森下明、桐山明子                                     |
| 7                           | 幻心万華鏡                  | 1964/11/22                  | 伊上勝                      | 外山徹                      | 大竹タモツ、笹川恵三、北原しげみ、森山周一郎、森下明、渡辺芳雄、馬鳥哲広                               |
| 8                           | 道伯虚影                    | 1964/11/29                  | 伊上勝                      | 外山徹                      | 天津敏、大竹タモツ、高木新平、笹川恵三、山岡徹也、川路誠、北原しげみ、森山周一郎                       |
| 9                           | 十六夜忍法                  | 1964/12/6                   | 伊上勝                      | 外山徹                      | 天津敏、山岡徹也、川路誠、倉橋宏明、桐山明子                                                           |
| 10                          | 傀儡まんじ                  | 1964/12/13                  | 伊上勝                      | 外山徹                      | 天津敏、大竹タモツ、川路誠、北原しげみ、笹川恵三、森山周一郎、倉橋宏明、桐山明子                       |

#### 第十部 変幻忍法帖（全13話）
寛政2年（1790年）、江戸城の一部や市中で付け火による火災が頻発。遁兵衛の住む伊賀組屋敷も火災に遭い、忍び入った忍者に遁兵衛の同僚の左平内（川副博敏）が自害に見せかけて殺害された。忍び七十三流のひとつである白山流の忍者・錣甚五佐（牧田正嗣）の仕業だった。その後も甲州流・戸隠流など、秋草の命を狙う『忍び七十三流の末裔』である各流派の忍者たちが次から次へと現れて秋草に勝負を挑んで来る。これらの忍者たちを裏で操る甲賀の金剛（天津敏）は、七十三流の忍者たちを競わせてその実力を幕府に不満を持つ諸大名に誇示し、それぞれを召し抱えさせて世の中を再び忍者たちが存分に能力を発揮できる戦乱の時代にしようとしていた。秋草と遁兵衛は七十三流の忍者たちと対決するため、中山道から甲州街道へと旅を続ける。終盤では、秋草の命の他に忍者の頂点に立つ金剛の命と地位も狙う幻流忍者・瞳太郎坊（外山高士）が暗躍し、秋草・金剛・太郎坊の三つ巴の戦いが展開される。

##### キャスト
- 秋草新太郎 … 大瀬康一 ※
- 霧の遁兵衛 … 牧冬吉 ※
- 馬場周作 … 大森俊介（第1、2、13話） ※第2話は声のみの出演
- 甲賀の金剛（甲賀五十三家筆頭忍者） … 天津敏（第3、4、6 - 9、11 - 13話）
- 瞳太郎坊（幻流忍者） … 外山高士（第10 - 13話）
- 忍び七十三流の末裔
  - 錣甚五佐（白山流忍者） … 牧田正嗣（第1話）
  - 隠岐仙蔵（甲州流忍者） … 宝達晃一（第1、2話）
  - 黒髪玄達（戸隠流忍者） … 保科三良（第3話）
  - 鳴子一伝（白雲流忍者） … 森孝太郎（第4話）
  - 夕霧（鳴子一伝の娘、くノ一） … 金子勝美（第4話）
  - 一色道順（能登流忍者） … 植村謙二郎（第5話）
    - 一郎太（道順の弟子） … 小倉雄三（第5話）
    - 次郎太（道順の弟子） … 森下明（第5話）

  - 朧霧丸（幻夢流忍者） … 鹿島信哉（第6 - 8話）
  - なぎさ（忍甲流かげろう党頭領の娘、くノ一） … 磯野千鳥（第7、8話）
  - 鬼面道人（黒墨流忍者） … 江見俊太郎（第9、10話）
  - 占部左（無影流忍者） … 左右田一平（第11話）
  - 卍黒尉（夕霞流忍者） … 北島一男（第12話）
- 左平内（伊賀同心） … 川副博敏（第1話）
- 秋月主水正（秋月藩主） … 幸田宗丸（第2話）
- 稲妻の伝蔵（胡麻の蠅） … 種村正（第5話）
- ましらの三次（胡麻の蠅） … 森三平太（第5話）
- 夕霧（朧霧丸の姉） … 野間一江（第8話）
- 雲水 … 北見治一（第8話）
- 藤林嘉市（伊賀同心） … 山本昌平（第9、10話）
- 朧（尼僧、元・風摩くノ一） … 佐賀直子（第13話）
- 光信女（小田原の尼僧） … 三影千絵（第13話）
- 松平定信 … 大宮敏（第1、2話）

※太字の俳優は全話出演者
| 第十部 変幻忍法帖（全13話） | 第十部 変幻忍法帖（全13話） | 第十部 変幻忍法帖（全13話） | 第十部 変幻忍法帖（全13話） | 第十部 変幻忍法帖（全13話） | 第十部 変幻忍法帖（全13話）                                                      |
| 話数                        | サブタイトル                | 放送日                      | 脚本                        | 監督                        | 出演者（全話出演者は除く）                                                       |
| --------------------------- | --------------------------- | --------------------------- | --------------------------- | --------------------------- | -------------------------------------------------------------------------------- |
| 1                           | 白山流錣其五佐              | 1965/1/3                    | 伊上勝                      | 外山徹                      | 大森俊介、牧田正嗣、平野元、川副博敏、大宮敏、友野多介、溝上昇、市村堯、宝達晃一 |
| 2                           | 甲州流隠岐仙蔵              | 1965/1/10                   | 伊上勝                      | 外山徹                      | 大森俊介、幸田宗丸、大宮敏、宝達晃一                                             |
| 3                           | 戸隠流黒髪玄達              | 1965/1/17                   | 伊上勝                      | 外山徹                      | 天津敏、保科三良                                                                 |
| 4                           | 白雲流鳴子一伝              | 1965/1/24                   | 伊上勝                      | 外山徹                      | 天津敏、森孝太郎、金子勝美、森下明、渡辺芳雄、馬鳥哲広                           |
| 5                           | 能登流一色道順              | 1965/1/31                   | 伊上勝                      | 外山徹                      | 植村謙二郎、小倉雄三、種村正、森三平太、森下明、渡辺芳雄、馬鳥哲広               |
| 6                           | 幻夢流朧霧丸                | 1965/2/7                    | 伊上勝                      | 外山徹                      | 天津敏、鹿島信哉、高畑文也、森下明、渡辺芳雄、馬鳥哲広                           |
| 7                           | 忍甲流かげろう党            | 1965/2/14                   | 伊上勝                      | 外山徹                      | 天津敏、磯野千鳥、鹿島信哉、森下明、渡辺芳雄、馬鳥哲広                           |
| 8                           | 伊賀流霧の遁兵衛            | 1965/2/21                   | 伊上勝                      | 外山徹                      | 天津敏、磯野千鳥、鹿島信哉、北見治一、野間一江、渡辺芳雄、馬鳥哲廣、森下明       |
| 9                           | 黒墨流鬼面道人              | 1965/2/28                   | 伊上勝                      | 外山徹                      | 天津敏、江見俊太郎、山本昌平、森下明、小島和男、馬鳥哲廣                         |
| 10                          | 幻流瞳太郎坊                | 1965/3/7                    | 伊上勝                      | 外山徹                      | 江見俊太郎、外山高士、山本昌平、石見栄、馬鳥哲廣、森下明                         |
| 11                          | 無影流占部左                | 1965/3/14                   | 伊上勝                      | 外山徹                      | 天津敏、外山高士、左右田一平、林寛一、浅田安彦、森下明、安川勝人                 |
| 12                          | 夕霞流卍黒尉                | 1965/3/21                   | 伊上勝                      | 外山徹                      | 天津敏、外山高士、北島一男、森下明、小島和男、馬鳥哲廣                           |
| 13                          | 甲賀流金剛                  | 1965/3/28                   | 伊上勝                      | 外山徹                      | 天津敏、外山高士、大森俊介、佐賀直子、三影千絵                                   |

## 映画
1964年に東映京都の制作により大瀬康一の主演で2作品が制作された。1作目『隠密剣士』はテレビ版の第6部放映中に、2作目『続隠密剣士』は第8部放映中にそれぞれ公開され、2作目のストーリーはテレビ版の第5部「忍法風摩一族」をベースにしている。

### 隠密剣士
- 1964年3月28日公開（上映時間：83分）

#### 出演
| - 秋草新太郎 … 大瀬康一 - 霞 … 藤純子 - 霧の遁兵衛 … 牧冬吉 - 甲賀竜四郎 … 天津敏 - 馬場周作 … 竹内満 - 高山太郎佐 … 品川隆二 - 松平定信 … 加賀邦男 - 呑海 … 宇佐美淳也 - 石川平内 … 国一太郎 - 神保小平太 … 尾形伸之介 | - 唐沢民賢 - 大城泰 - 川浪公次郎 - 結城哲夫 - 近江雄二郎 - 岩尾正隆 - 伊藤友彦 - 宍戸大全 - 船越正雄 - 大前均 - 有川正治 |

#### スタッフ
| - 企画：小倉浩一郎、俊藤浩滋 - 原作：小林利雄、西村俊一 - 脚本：伊上勝 - 監督：船床定男 - 撮影：松井鴻 - 音楽：小川寛興 - 美術：吉村晟 | - 録音：藤本尚武 - 照明：中村清 - 編集：神田忠男 - スチール：宮坂健二 - 主題歌：ひばり児童合唱団『隠密剣士の歌』 - 製作：東映京都撮影所 |

#### 同時上映
- 狼少年ケン トーテムポールの魔人 ピストル騒動

### 続隠密剣士
- 1964年8月1日公開（上映時間：83分）

#### 出演
| - 秋草新太郎 … 大瀬康一 - 霧の遁兵衛 … 牧冬吉 - 風摩小太郎 … 天津敏 - 馬場周作 … 大森俊介 - 朧 … 佐賀直子 - 松平定信 … 加賀邦男 - 呑海 … 宇佐美淳也 - 風葉 … 岡田千代 - お甲 … 御影京子 - 雷迅坊 … 楠本健二 - 蟹江夢斎 … 花澤徳衛 - 墨衣源内 … 原健策 - 幻幽斎 … 吉田義夫 | - 蜘蛛の刑部 … 大前均 - 蛇目与藤次 … 有川正治 - 水蜘蛛典膳 … 加藤浩 - 柘植才助 … 近江雄二郎 - 名張右京 … 遠山金次郎 - 神戸作佐衛門 … 岩尾正隆 - 上野覚三 … 小山田良樹 - 相州屋 … 矢奈木邦二郎 - 風摩者 … 大城泰 - 風摩者 … 結城哲夫 - 若年寄 甲 … 小林重四郎 - 若年寄 乙 … 明石潮 - 若年寄 丙 … 那須伸太朗 |

#### スタッフ
| - 企画：小倉浩一郎、俊藤浩滋 - 監督：船床定男 - 脚本：伊上勝 - 原作：小林利雄、西村俊一 - 撮影：松井鴻 - 音楽：小川寛興 - 美術：吉村晟 | - 録音：藤本尚武 - 照明：田中憲次 - 編集：神田忠男 - スチール：鈴木一成 - 製作：東映京都撮影所 |

#### 同時上映
- 夢のハワイで盆踊り

## 新隠密剣士
大瀬康一版が終了した翌週から林真一郎を主演に据えて新たにスタートした新作。1965年4月4日から12月26日までTBS系『タケダアワー』枠（毎週日曜19時からの30分枠）で全3部（計39話）に渡って放送された。
薩摩藩の公儀隠密で薩摩の影一族の若き頭領でもある影信之介が、様々な悪の忍者集団と戦う。本作品では主人公も忍者という設定となり、忍者アクションの見せ場もさらに強化された。主人公は交代したが、牧冬吉演じる霧の遁兵衛は引き続き登場する。
放映前日に番組チェックを行っていた宣弘社の渡辺邦彦は、背景にバスが映り、数コマをアップに差し替えたことがあったと証言している。
当初は1966年3月まで放送される予定であったが、人気低迷により3クールで打ち切られ、放送枠が決まっていなかった『ウルトラQ』がタケダアワーで放送されることとなった。本作品の終了を報じた東京新聞1965年10月7日号では、「前シリーズからのマンネリ」「忍者ブームの下火」「主演俳優の交替」を人気が低迷した原因に挙げている。

### 登場人物
影真之介（かげ　しんのすけ、演：林真一郎）
筑紫国阿蘇山を拠点に無名を忍びの掟とする「影一族」頭領の嫡子。剣術修行からの帰途を皮切りに命を狙われる。
霧の遁兵衛（きりのとんべえ、演：牧冬吉）
幕府転覆を図る薩摩藩の動きを探る公儀隠密、伊賀忍者。同舟で命を救い合った忍術使いの侍と旅の道連れとなる。
かなえ（演：白鳥みづえ）
真之介を慕うヒロイン。
大作少年（演：二宮秀樹）

### スタッフ
- 制作：小林利雄
- 企画：西村俊一
- 脚本：伊上勝
- 監督：船床定男、外山徹
- 音楽：小川寛興
- 撮影：中町武、関口政雄
- 美術：阿部三郎
- 録音：アオイスタジオ
- 現像：東京テレビ映画社
- 殺陣：松宮武久
- 製作：宣弘社プロダクション

### テーマ曲
- 主題歌『秘影』（作詞：加藤省吾、作曲：小川寛興、唄：春日八郎）
- 挿入歌『影を求めて』（作詞：加藤省吾、作曲：小川寛興、唄：白鳥みづえ）

### 放映リスト（サブタイトルリスト）

#### 第一部 忍秘影一族（全13話）

##### キャスト
- 影真之介 … 林真一郎 ※
- 霧の遁兵衛 … 牧冬吉 ※
- 龍造寺丹波（元・影一族の副頭領） … 高塔正康（第2 - 4、6 - 9、11 - 13話）
- かなえ … 白鳥みずえ（第4 - 8、11 - 13話）
- 大作少年 … 二宮秀樹（第4 - 8、11、13話）
- 阿蘇八天狗
  - 往生ケ岳  一郎坊 … 岩城力也（第2話）
  - 妙ケ岳     次郎坊 … 灰地順（第3 - 5、8話）
  - 烏帽子岳 三郎坊 … 森幹太（第4話）
  - 冠ケ岳     五郎坊 … 渡真二（第3 - 5話）
  - 六郎坊 … 瑳川哲朗（第7、8、12、13話）
- 伊集院将監（薩摩藩家老） … 原健策（第5、6話）
- 影銅斎（影一族の頭領で真之介の父） … 明石潮（第3話）

※太字の俳優は全話出演者
| 新隠密剣士 第一部 忍秘影一族 | 新隠密剣士 第一部 忍秘影一族 | 新隠密剣士 第一部 忍秘影一族 | 新隠密剣士 第一部 忍秘影一族 | 新隠密剣士 第一部 忍秘影一族 | 新隠密剣士 第一部 忍秘影一族                                                       |
| 話数                         | サブタイトル                 | 放送日                       | 脚本                         | 監督                         | 出演者（全話出演者は除く）                                                         |
| ---------------------------- | ---------------------------- | ---------------------------- | ---------------------------- | ---------------------------- | ---------------------------------------------------------------------------------- |
| 1                            | 影の剣士                     | 1965/4/4                     | 伊上勝                       | 船床定男                     | 里木三郎、田中一、起田志郎、島一郎、根本好章、伊藤達、北村勝造、寺坂繁治、馬鳥哲廣 |
| 2                            | 阿蘇八天狗                   | 1965/4/11                    | 伊上勝                       | 船床定男                     | 高塔正康、岩城力也、起田志郎、小松原薫、北村勝造、寺坂繁治、馬鳥哲廣               |
| 3                            | 影銅斉の最期                 | 1965/4/18                    | 伊上勝                       | 船床定男                     | 高塔正康、明石潮、渡真二、灰地順、種村正、北村勝造、寺坂繁治、馬鳥哲廣             |
| 4                            | 影流虚影身                   | 1965/4/25                    | 伊上勝                       | 船床定男                     | 白鳥みずえ、高塔正康、二宮秀樹、灰地順、渡真二、森幹太、北村勝造、寺坂繁治         |
| 5                            | 五郎坊火焔陣                 | 1965/5/2                     | 伊上勝                       | 船床定男                     | 白鳥みずえ、原健策、灰地順、渡真二、二宮秀樹、北村勝造、寺坂繁治                   |
| 6                            | 変化術法                     | 1965/5/9                     | 伊上勝                       | 船床定男                     | 高塔正康、原健策、白鳥みずえ、渡辺高光、二宮秀樹、田中一、北村勝造、筈見純         |
| 7                            | 丹波幻術                     | 1965/5/16                    | 伊上勝                       | 船床定男                     | 高塔正康、白鳥みずえ、瑳川哲朗、佐藤一郎、二宮秀樹、田中一、北村勝造、筈見純       |
| 8                            | 次郎坊分身術                 | 1965/5/23                    | 伊上勝                       | 船床定男                     | 高塔正康、白鳥みずえ、灰地順、瑳川哲朗、二宮秀樹、田中一、北村勝造、筈見純         |
| 9                            | 鬼念坊蜘蛛絡み               | 1965/5/30                    | 伊上勝                       | 船床定男                     | 高塔正康、田中一、野口元夫、小倉雄三、寺坂繁治、中津間淳史                         |
| 10                           | 双忍術法                     | 1965/6/6                     | 伊上勝                       | 船床定男                     | 小林重四郎、小倉雄三、嵯川哲朗、桐山明子、田中一、寺坂繁治、中津間淳史、馬鳥哲廣   |
| 11                           | 忍び屋敷                     | 1965/6/13                    | 伊上勝                       | 船床定男                     | 高塔正康、白鳥みずえ、二宮秀樹、嵯川哲朗、筈見純、寺坂繁治、北村勝造               |
| 12                           | 阿蘇忍法自縛円               | 1965/6/20                    | 伊上勝                       | 船床定男                     | 高塔正康、白鳥みずえ、北村勝造、瑳川哲朗、寺坂繁治、中津間淳史、馬鳥哲廣           |
| 13                           | 地獄の使者                   | 1965/6/27                    | 伊上勝                       | 船床定男                     | 高塔正康、白鳥みづえ、瑳川哲朗、北村勝造、二宮秀樹、寺坂繁治、中津間淳史、馬鳥哲廣 |

#### 第二部 忍法薩摩秘帖（全13話）

##### キャスト
- 影信之介 … 林真一郎 ※
- 霧の遁兵衛 … 牧冬吉 ※
- かなえ … 白鳥みづえ（第1、2、6、8、11 - 13話）
- 大作少年 … 二宮秀樹（第1、2、6、8、11 - 13話）
- 龍造寺丹波 … 鷹塔正泰（第1 - 7、10 - 13話）
- 汀兵衛左 … 巽秀太郎（第9、10話）
- 卍六郎太 … 大塚周夫（第11話）
- 伊集院将監 … 原健策（第1、4 - 6話）
- 松平定信 … 加賀邦男（第13話）

※太字の俳優は全話出演者
| 新隠密剣士 第二部 忍法薩摩秘帖 | 新隠密剣士 第二部 忍法薩摩秘帖 | 新隠密剣士 第二部 忍法薩摩秘帖 | 新隠密剣士 第二部 忍法薩摩秘帖 | 新隠密剣士 第二部 忍法薩摩秘帖 | 新隠密剣士 第二部 忍法薩摩秘帖                                                                     |
| 話数                           | サブタイトル                   | 放送日                         | 脚本                           | 監督                           | 出演者（全話出演者は除く）                                                                         |
| ------------------------------ | ------------------------------ | ------------------------------ | ------------------------------ | ------------------------------ | -------------------------------------------------------------------------------------------------- |
| 1                              | 黒い集団                       | 1965/7/4                       | 伊上勝                         | 外山徹                         | 白鳥みづえ、原健策、鷹塔正泰、二宮秀樹、森幸太郎、工藤堅太郎、湊俊一、宮匡男、寺坂繁治、北村勝造   |
| 2                              | 二人遁兵衛                     | 1965/7/11                      | 伊上勝                         | 外山徹                         | 鷹塔正泰、白鳥みづえ、工藤堅太郎、二宮秀樹、立川雄三、北村勝造、寺坂繁治、中津間淳史               |
| 3                              | 蓑虫破術                       | 1965/7/18                      | 伊上勝                         | 外山徹                         | 鷹塔正泰、工藤堅太郎、浅香春彦、北村勝造、中津間淳史、寺坂繁治                                     |
| 4                              | 韋駄天術法                     | 1965/7/25                      | 伊上勝                         | 船床定男                       | 鷹塔正泰、原健策、浅香春彦、滝雅男、桐山明子、滝まり子、森良介、寺坂繁治、中津間淳史、北村勝造     |
| 5                              | 忍びくの一                     | 1965/8/1                       | 伊上勝                         | 船床定男                       | 鷹塔正泰、原健策、浅香春彦、滝雅男、桐山明子、滝まり子、森良介、寺坂繁治、中津間淳史、北村勝造     |
| 6                              | 霧の姉妹                       | 1965/8/8                       | 伊上勝                         | 船床定男                       | 白鳥みづえ、原健策、鷹塔正泰、二宮秀樹、森良介、滝雅男、桐山明子、滝まり子、寺坂繁治、北村勝造     |
| 7                              | 忍法血潮文字                   | 1965/8/15                      | 伊上勝                         | 外山徹                         | 鷹塔正泰、中原伸、浅香春彦、北村勝造、宇津美弘、植田清、寺坂繁治                                   |
| 8                              | 忍者小猿                       | 1965/8/22                      | 伊上勝                         | 外山徹                         | 二宮秀樹、白鳥みづえ、大東良、滝まり子、桐山明子、北村勝造、中津間淳史、寺坂繁治                   |
| 9                              | 忍者汀兵衛佐                   | 1965/8/29                      | 伊上勝                         | 外山徹                         | 外山高士、巽秀太郎、桜井二郎、志摩栄、北村勝造、中津間淳史、寺坂繁治                               |
| 10                             | 裏切り忍者                     | 1965/9/5                       | 伊上勝                         | 船床定男                       | 鷹塔正泰、外山高士、佐藤一郎、巽秀太郎、北村勝造、中津間淳史、寺坂繁治                             |
| 11                             | 伊賀七の組                     | 1965/9/12                      | 伊上勝                         | 船床定男                       | 二宮秀樹、白鳥みづえ、鷹塔正泰、大塚周夫、大木勝、佐藤一郎、種村正、林寛一、馬鳥哲広、中岡慎太郎   |
| 12                             | 忍者鳴神天堂                   | 1965/9/19                      | 伊上勝                         | 船床定男                       | 二宮秀樹、白鳥みづえ、鷹塔正泰、渡辺高光、大木勝、玉村駿太郎、種村正、林寛一、馬鳥哲広、中岡慎太郎 |
| 13                             | 忍法一騎打ち                   | 1965/9/26                      | 伊上勝                         | 船床定男                       | 白鳥みづえ、加賀邦男、鷹塔正泰、二宮秀樹、渡辺高光、玉村駿太郎、大木勝、中岡慎太郎、林寛一、種村正 |

#### 第三部 黒潮忍法帖（全13話）

##### キャスト
- 影信之介 … 林真一郎 ※
- 霧の遁兵衛 … 牧冬吉 ※
- かなえ … 白鳥みづえ（第2 - 4、8、12、13話）
- 大作少年 … 二宮秀樹（第2 - 4、8、12、13話）
- 黒潮党
  - 戸隠幻鬼（頭領） … 天津敏 ※
  - 天海 … 滝恵一（第3 - 5話）
  - 浪乃（くノ一） … 木山ますみ（第6 - 10話）
- 松平定信 … 加賀邦男（第1話）

※太字の俳優は全話出演者
| 新隠密剣士 第三部 黒潮忍法帖 | 新隠密剣士 第三部 黒潮忍法帖 | 新隠密剣士 第三部 黒潮忍法帖 | 新隠密剣士 第三部 黒潮忍法帖 | 新隠密剣士 第三部 黒潮忍法帖 | 新隠密剣士 第三部 黒潮忍法帖                                                           |
| 話数                         | サブタイトル                 | 放送日                       | 脚本                         | 監督                         | 出演者（全話出演者は除く）                                                             |
| ---------------------------- | ---------------------------- | ---------------------------- | ---------------------------- | ---------------------------- | -------------------------------------------------------------------------------------- |
| 1                            | 海の忍者                     | 1965/10/3                    | 伊上勝                       | 外山徹                       | 加賀邦男、永井柳太郎、岸昌美、宮川洋一、幸田宗丸、野本明男、石山克己、橋口忠夫、福沢弘 |
| 2                            | 黒潮党十人組                 | 1965/10/10                   | 伊上勝                       | 外山徹                       | 白鳥みづえ、二宮秀樹、内藤綱男、中岡慎太郎、寺坂繁治、石山克己、橋口忠夫               |
| 3                            | 変幻海坊主                   | 1965/10/17                   | 伊上勝                       | 外山徹                       | 滝恵一、白鳥みづえ、二宮秀樹、岸昌美、平野元、石山克己、橋口忠夫、寺坂繁治、石川喜八   |
| 4                            | 影法師参上                   | 1965/10/24                   | 伊上勝                       | 外山徹                       | 滝恵一、白鳥みづえ、二宮秀樹、西島一、石橋友和、安藤敏男                               |
| 5                            | 幻鬼暗躍                     | 1965/10/31                   | 伊上勝                       | 外山徹                       | 滝恵一、黒丸良、田中淑隆、福沢弘                                                       |
| 6                            | 甚五佐風渡り                 | 1965/11/7                    | 伊上勝                       | 外山徹                       | 江幡高志、黒丸良、木山ますみ、渡真二、寺坂繁治、福沢弘、石川喜八                       |
| 7                            | 忍法勝負                     | 1965/11/14                   | 伊上勝                       | 外山徹                       | 木崎豊、木山ますみ、内海賢二、高林渡、中津間淳史                                       |
| 8                            | 伊賀者銀四郎                 | 1965/11/21                   | 伊上勝                       | 外山徹                       | 白鳥みづえ、二宮秀樹、高木二朗、内海賢二、木山ますみ、北村淳                           |
| 9                            | 忍者漣鉄叟                   | 1965/11/28                   | 伊上勝                       | 外山徹                       | 牧田正嗣、木山ますみ、浅沼創一、岩城和男、北村勝造、渡辺知子                           |
| 10                           | くの一非情                   | 1965/12/5                    | 伊上勝                       | 外山徹                       | 牧田正嗣、木山ますみ、中原伸、中津間淳史、石川喜八、馬鳥哲広                           |
| 11                           | 顔のない忍者                 | 1965/12/12                   | 伊上勝                       | 外山徹                       | 牧田正嗣、千早健、渡辺高光、中原伸、種村正、寺坂繁治、筈見純                           |
| 12                           | 危し霧の遁兵衛               | 1965/12/19                   | 伊上勝                       | 外山徹                       | 白鳥みづえ、二宮秀樹、北島一男、小島和夫、石川喜八                                     |
| 13                           | 戸隠幻鬼                     | 1965/12/26                   | 伊上勝                       | 外山徹                       | 白鳥みづえ、二宮秀樹、北島一男、小島和夫、石川喜八                                     |

## 隠密剣士（荻島真一版）
『新隠密剣士』から8年後に荻島真一を主演に製作されたリメイク版。1973年10月7日から12月23日まで、大瀬康一版や林真一郎版と同じくTBS系『タケダアワー』枠（毎週日曜19時からの30分枠）で放送された。全12話を放送した翌週から『隠密剣士突っ走れ!』と改題され、継続放送された。
松平信太郎が伊賀の抜け忍・賀夜猿（かやざる）と勇作少年らと諸国を周遊しながら、本多上野介配下の伊賀忍者・赤目の幻幽斉（天津敏）率いる十人衆と戦う。主人公の松平信太郎が徳川家康の長男・信康の落胤であるなど、設定や時代背景も一新された。役は変わったが、牧冬吉と天津敏は引き続き出演している。
実制作は当初東映京都撮影所で行われたが、特撮を絡めた時代劇は京都の作風には合わず、次シリーズである『隠密剣士 突っ走れ!』は東京の国際放映で実制作が行われた。旧作でもプロデューサーを勤めていた西村俊一は、その後『水戸黄門』などの時代劇を手掛けており、脚本に同作品を手掛ける脚本家集団葉村彰子を起用した。企画段階では、宣弘社社長の小林利雄の要望により旧作を手がけた脚本家の伊上勝も参加する予定であったが、西村と折り合いがつかず降板した。
TBSプロデューサーの橋本洋二は、旧作と同じではなく特撮を組み込むなどしないとブレイクは難しいと考えていたが、『水戸黄門』などを成功させていた自負のある西村はこれに反対しており、折り合いがつかなかったという。本作品について橋本は結果的に時代に向かなかったと評している。宣弘社に在籍していた渡辺邦彦は、本作の記者会見をホテルニューオータニで開催したところ、マスコミの出入りが悪かったことから不安視していたところ、不安が的中していたことで『隠密剣士』の時代でないことを痛感したと証言している。

### キャスト
- 松平信太郎 … 荻島真一
- 賀夜猿 … 牧冬吉
- 勇作少年 … 山田雅英（第11話を除く）
- 妙 … 吉沢京子（第1 - 4話）
- 梢 … 松平純子（第7 - 12話）
- 赤目幻幽斎 … 天津敏（第2、3話は出演せず）
- 洞然 … 水島道太郎（第1、5話）
- 本多上野介 … 川合伸旺（第1話）
- 山中五郎左 … 北村英三（第1話）
- 渋江内膳 … 永井秀明（第11、12話）
- 松平忠直 … 大竹修造（第11、12話）
- 山崎兵庫 … 御木本伸介（第12話）
- ナレーター … 藤崎照彦

### 主なゲスト
- 侍 … 松山照夫（第2話）
- 松平河内守 … 水上保広（第3話）
- 橋詰内膳 … 北原将光（第3話）
- 土井大炊頭 … 和崎俊哉 （第4、5話）
- お久美 … 中田喜子（第4、5話）
- 藤兵衛 … 玉生司郎（第4話）
- 三雲の大六 … 花上晃（第5話）
- 三雲の大八 … 横光勝彦（第5話）
- 源太 … 道井和仁（第6話）
- お茂 … 八代郷子（第6話）
- 百地小太夫 … 原健策（第7話）
- 鉄砲弥市 … 北見唯一（第9話）
- 加太三七 … 三島史郎（第10話）
- 善助 … 唐沢民賢（第11、12話）

- 赤目一党（十人衆）
  - こだま(恵美) … 泉晶子（第2話）
  - 水虎 … 小田部通麿（第3話）
  - 五郎次 … 西田良（第4話）
  - 油火の左源太 … 汐路章（第5話）
  - 七方出の弥平次 … 内田勝正（第6話）
  - 蜘蛛の十蔵 … 江幡高志（第7話）
  - 土龍(どりゅう) … 楠本健二（第8話）
  - 狼左平次 … 出水憲司（第9話）
  - 音羽のゲンパチ … 宍戸大全（第9、10話）
  - 名張の金剛 … 五味竜太郎（第9 - 11話）

### スタッフ
- プロデューサー：橋本洋二(TBS)、池田利次(東映)、小林隆吉
- 企画：小林利雄、西村俊一
- 脚本：葉村彰子
- 音楽：小川寛興
- 撮影：脇治吉、原田裕平、並河孝治
- 照明：伊勢晴夫、真城喩、井上義一
- 録音：加藤正行、面屋竜憲
- 美術：前田清
- 助監督：高倉祐二、矢田清巳、居川靖彦
- 記録：木下洋子、高橋たつ子、牛田二三子
- 編集：西村政治
- 擬斗：菅原俊夫（東映剣会）
- 衣裳：東京衣裳
- 美粧・結髪：東和美粧
- 装飾：関西美工
- 装置：青木茂雄
- 邦楽監修：中本敏生
- 演技事務：松岡茂
- 進行主任：杉浦満洲男、上田耕太郎
- 現像：東洋現像所
- 特技：宍戸大全
- 監督：菊池奛、鎌田房夫
- 制作協力：東映京都制作所
- 制作：TBS、宣弘社

### 放映リスト（サブタイトルリスト）
| 隠密剣士 | 隠密剣士                | 隠密剣士   |
| 話数     | サブタイトル            | 放送日     |
| -------- | ----------------------- | ---------- |
| 1        | 隠密剣士誕生            | 1973/10/7  |
| 2        | 赤目忍法 こだま         | 1973/10/14 |
| 3        | 赤目忍法 十方攻め       | 1973/10/21 |
| 4        | 赤目忍法 面うつし       | 1973/10/28 |
| 5        | 赤目忍法 双忍くずし     | 1973/11/4  |
| 6        | 赤目忍法 むささび       | 1973/11/11 |
| 7        | 赤目忍法 蜘蛛しばり     | 1973/11/18 |
| 8        | 赤目忍法 必殺どりゅう陣 | 1973/11/25 |
| 9        | 赤目忍法 餓狼の鉄爪     | 1973/12/2  |
| 10       | 死迫る賀夜猿            | 1973/12/9  |
| 11       | 大要塞をぶっ飛ばせ      | 1973/12/16 |
| 12       | 天守閣の決闘            | 1973/12/23 |

## 隠密剣士 突っ走れ!
前作からタイトルを変更して同時間帯で新たに再スタートした荻島真一版の第2作目。全14話。前作で赤目一党を倒した松平信太郎が江戸の全滅を企む新たなる敵・暗闇一党と戦う。ただし、第13話のみ赤目一族の生き残りと戦っている。（また、13話のみ前作の勇作少年が登場する他、オープニング曲が前作のインストゥルメンタルになっている、ナレーターが違うなど、前作の未放映回を放送しているかのようである。）
怪奇アクション色を強めて近代兵器も登場させ、新機軸の活劇時代劇に変更された。第1話の予告では「特撮時代劇」と銘打っていた。当時のアイドルが多数ゲスト出演した。
路線変更を報じた当時の記事では、正統派時代劇であった前シリーズに対して、1話完結の怪奇サスペンス調にして、痛快さをアップする目的であると報じている。また、それに伴い、主人公の松平信太郎と賀夜猿のキャラクター設定も前シリーズより明朗な面が強調されるようになった。
実制作は東映から宣弘社に戻り、脚本も前作の企画段階で降板した伊上勝が起用された。TBSプロデューサーの橋本洋二は前作で当初思い描いていたものがやれると感じたが、伊上の脚本は橋本が思い描いていた内容とはなかなか噛み合わなかったという。橋本は当時の記事の中で「京都から東京に制作拠点が移動するに伴い、地理的条件も良くなるので、斬新な特撮も取り入れて、『007』の時代劇版のようなイメージを出したい」と述べている。
この作品がタケダ一社提供のシリーズ枠「タケダアワー」の最終作となり、およそ16年の歴史に幕を降ろした。

### キャスト
- 松平信太郎 … 荻島真一
- 賀夜猿 … 牧冬吉
- 新吾 … 山瀬洋（第1－12話）※14話もクレジットはされているが本編には登場せず。
- 勇作少年 … 山田雅英（第13話）
- 赤目幻幽斎 … 天津敏（第13、14話）
- ナレーター … 田口計、藤崎照彦（第13話のみ）

### 主なゲスト
- 桔梗左馬之介（父親の仇を捜す若侍） … 桜木健一（第1話）
- 新吾の父 … 湊俊一（第1話）
- 新井一夫（第1話）
- 三代 … 水沢アキ（第2話）
- 彦斎（三代の父親） … 有馬昌彦（第2話）
- 名張しのぶ … 浅田美代子（第3話）
- 進藤小源太 … 手塚茂夫（第3話）
- 剣持隼人 … 野村真樹（第4話）
- 奈美（隼人の妹） … 上原ゆかり（第4話）
- 霞源三郎（甲賀忍者） … 篠田三郎（第5話）
- 佐江（村娘） … 中津川みなみ（第5話）
- 弥江（佐江の妹） … 吉本由里子（第5話）
- 小山田玄斎（砲術家） … 美川陽一郎（第6話）
- 小山田竜馬（玄斎の息子） … 高峰圭二（第6話）
- 風魔大二郎（風魔小太郎の末子） … 三善英史（第7話）
- （青垣精一郎と名乗り、父の仇を追う娘） … 岡崎友紀（第8話）
- 西尾徳（第8話）
- 良太 … 藤間文彦（第9話）
- マキ（良太の許婚） … 星光子（第9話）
- しぐれ（伊賀のくノ一） … 奈良富士子（第10話）
- 鬼走（伊賀忍者） … 潮哲也（第10話）
- 鉄貫（伊賀忍者） … 秋元羊介（第10話）
- 木兵衛（伊賀忍者） … 戸塚孝（第10話）
- 朱実 （大道芸一座の娘）… ゆうきみほ（第11、12話）
- 秋川仙十郎（朱実の兄で一座の座長、正体は暗闇一党の黒天狗） … 大下哲矢（第11、12話）
- 喜六（朱実の弟）… 石井聖孝（第11、12話）
- 真壁伝八郎：久富惟晴（第13話）
- ふみ：広瀬登美子（第13話）
- 多羅尾の甚内（赤目一党の生き残り）：丘路千（第13話）
- 仁王天（におうてん）の吉五郎：鈴木康弘（第13話）
- 葉隠れ伝十郎（伊賀忍者） … 池田駿介（第14話）
- しの（村娘） … 牧れい（第14話）

- 暗闇一党
  - 闇の行者 … 千波丈太郎（第1話）
  - 黒の将軍 … 城所英夫（第2話）
  - 風の魔神 … 外山高士（第3話）
  - 暗夜道人 … 宮口二郎（第4話）
  - 月影法師 … 中田博久（第5話）
  - 南蛮人・ロドリゲス … 大月ウルフ（第6話）
  - 死神頭巾 … 上野山功一（第7話）
  - 黒入道 … 佐藤京一（第8話）
  - 黒竜斎 … 梅津栄（第9話）
  - 蝙蝠軍師 … 梶健司（第10話）
  - 黒天狗　…　大下哲矢（第11、12話）
  - トン松（闇の目付） … 三角八郎（第11、12話）

### スタッフ
- 企画：小林利雄
- プロデューサー：橋本洋二（TBS）、小林隆吉
- 音楽：小川寛興
- 現像：東洋現像所
- 製作：TBS、宣弘社プロダクション

#### 第1-12、14話
| - プロデューサー：田村正蔵 - 脚本：伊上勝、佐々木守、阿井文瓶 - 監督：外山徹、ゆあさのりあき - 撮影：小川大次郎 - 照明：山田和夫、吉野典明 - 美術：池谷仙克 - 助監督：倉橋昭彦、下村善二、山下稔、福田正博 - 記録：堀ヨシ子、吉下清子 - 編集：小出良助 - 制作主任：大橋和男、鈴木道朗 | - 殺陣：高倉英二、若駒プロ - 装飾：松本義治、斉藤英世 - 結髪：川口かつら店 - 衣裳：大和衣裳 - 制作担当：水谷務 - 録音：星一郎、アオイスタジオ - 効果：イシダサウンドプロ、リーダース - タイトル：日映美術 - 操演：沼里企画 - 制作協力：国際放映、高津映画装飾 |

#### 第13話
| - 企画：西村俊一 - プロデューサー：池田利次(東映) - 脚本：葉村彰子 - 撮影：並河孝治 - 照明：井上義一 - 録音：加藤正行 - 美術：前田清 - 助監督：矢田清巳 - 記録：高橋たつ子 - 編集：西村政治 - 擬斗：菅原俊夫（東映剣会） | - 衣裳：東京衣裳 - 美粧・結髪：東和美粧 - 装飾：関西美工 - 装置：青木茂雄 - 邦楽監修：中本敏生 - 演技事務：松岡茂 - 進行主任：上田耕太郎 - 特技：宍戸大全 - 監督：鎌田房夫 - 制作協力：東映京都制作所 |

### 放映リスト（サブタイトルリスト）
| 隠密剣士 突っ走れ! | 隠密剣士 突っ走れ!   | 隠密剣士 突っ走れ! |
| 話数               | サブタイトル         | 放送日             |
| ------------------ | -------------------- | ------------------ |
| 1                  | 炎を破る信太郎       | 1973/12/30         |
| 2                  | 空飛ぶ信太郎         | 1974/1/6           |
| 3                  | 魔神を斬る信太郎     | 1974/1/13          |
| 4                  | 怪竜を追う信太郎     | 1974/1/20          |
| 5                  | 怪鳥を狙う信太郎     | 1974/1/27          |
| 6                  | まぼろしを斬る信太郎 | 1974/2/3           |
| 7                  | 鉄仮面を断つ信太郎   | 1974/2/10          |
| 8                  | 爆弾人間を倒す信太郎 | 1974/2/17          |
| 9                  | 竜巻を斬る信太郎     | 1974/2/24          |
| 10                 | 忍者を助ける信太郎   | 1974/3/3           |
| 11                 | 火焔天狗を裂く信太郎 | 1974/3/10          |
| 12                 | 空魔を撃つ信太郎     | 1974/3/17          |
| 13                 | 悪だくみを斬る信太郎 | 1974/3/24          |
| 14                 | 暗闇首領を斬る信太郎 | 1974/3/31          |

## 放送局

### 隠密剣士（大瀬康一版）・新隠密剣士
- TBS（制作局）：日曜 19:00 - 19:30
- 北海道放送：日曜 19:00 - 19:30[35]
- 青森放送：月曜 19:00 - 19:30[36][注釈 12]
- 岩手放送：日曜 19:00 - 19:30[35]
- 秋田放送：月曜 19:00 - 19:30[36][注釈 13]
- 山形放送：月曜 19:00 - 19:30[36][注釈 14]
- 東北放送：日曜 19:00 - 19:30[37]
- 福島テレビ：水曜 19:00 - 19:30（第10部第1話 - 第4話）[38]　→　 日曜 19:00 - 19:30（第10部第5話 - 第13話・新隠密剣士）[39][注釈 15]
- 新潟放送：日曜 19:00 - 19:30[37]

### 隠密剣士（荻島真一版）
- TBS（制作局）：日曜 19:00 - 19:30
- 岩手放送：日曜 19:00 - 19:30[41]
- 山形テレビ（本放送終了後に放送。1975年9月27日が最終回）：土曜 7:15 - 7:45[42]
- 東北放送：日曜 19:00 - 19:30[41]
- 福島テレビ：日曜 19:00 - 19:30[43]
- 新潟放送：日曜 19:00 - 19:30[43]

## ソフト化
2011年5月から2012年12月にかけて大瀬康一版のDVD-BOXがベストフィールドから発売された。荻島真一版は2005年4月にDVD-BOXがジェネオンエンタテインメントから発売され、2013年1月から2月にビクターエンタテインメントから全6巻のロープライス版が発売。

## その他
1979年6月12日にフジテレビ系列の『火曜ワイドスペシャル』枠で放送された、人気作品をリメイクする番組『TVスーパーヒーロー傑作選』で、本作が野口五郎主演でリメイク、全作に出演した天津敏も共演した。